# Nhà Tống
Nhà Tống là hoàng triều cai trị Trung Quốc từ năm 960 đến năm 1279. Triều đại này được sáng lập bởi Tống Thái Tổ sau khi ông soán ngôi Hoàng đế Hậu Chu rồi kết thúc thời kỳ Ngũ đại Thập quốc. Trong suốt thời gian tồn tại, nhà Tống thường xuyên xung đột với các quốc gia phương bắc là Liêu, Tây Hạ và Kim. Cuối cùng, nhà Tống bị chinh phục bởi nhà Nguyên do người Mông Cổ lãnh đạo.
Chính quyền nhà Tống là chính quyền đầu tiên trong lịch sử phát hành tiền giấy trên phạm vi toàn quốc và cũng là chính quyền Trung Quốc đầu tiên thành lập lực lượng hải quân thường trực. Vào thời nhà Tống, con người lần đầu sử dụng thuốc súng và nhận thức được hướng bắc trắc địa thông qua la bàn.
Nhà Tống được phân chia thành hai thời kỳ rõ rệt: Bắc Tống và Nam Tống. Trong thời kỳ Bắc Tống (960–1127), hoàng triều có kinh đô đặt tại thành phố phía bắc Biện Kinh (nay là Khai Phong), kiểm soát phần lớn khu vực mà ngày nay người ta gọi là Hoa Đông. Thời kỳ Nam Tống (1127–1279) mở ra sau khi nhà Tống để mất quyền kiểm soát nửa phía bắc lãnh thổ vào tay nhà Kim của người Nữ Chân trong Chiến tranh Kim–Tống. Giữa giai đoạn giao tranh với nhà Kim, triều đình nhà Tống phải rút lui về phía nam sông Dương Tử và thành lập kinh đô mới tại Lâm An (nay là Hàng Châu). Mặc dù để mất vùng đất được xem là "nơi phát tích của nền văn minh Trung Hoa" nằm dọc theo sông Hoàng Hà, kinh tế Nam Tống vẫn phát triển mạnh mẽ do đế quốc này đông dân và sở hữu rất nhiều đất nông nghiệp. Nam Tống củng cố đáng kể sức mạnh hải quân nhằm bảo vệ vùng biển cũng như biên giới đất liền và thực hiện các sứ mệnh hàng hải ở nước ngoài. Để đẩy lùi nhà Kim và sau đó là người Mông Cổ, nhà Tống tiến hành phát triển nhiều công nghệ quân sự mới mang tính cách mạng bằng cách áp dụng thuốc súng.
Năm 1234, người Mông Cổ chinh phục hoàn toàn nhà Kim, làm chủ miền bắc Trung Quốc và duy trì mối quan hệ không mấy hòa hảo với Nam Tống. Năm 1259, Mông Kha, đại hãn thứ tư của Đế chế Mông Cổ, qua đời khi đang bao vây pháo đài Điếu Ngư ở Trùng Khánh. Em trai Mông Kha là Hốt Tất Liệt trở thành đại hãn mới, dù không được nhóm lãnh đạo Mông Cổ ở phía tây công nhận hoàn toàn. Năm 1271, Hốt Tất Liệt tự xưng là Hoàng đế Trung Hoa và thành lập nhà Nguyên. Năm 1279, sau hai thập kỷ giao tranh không liền mạch, quân đội của Hốt Tất Liệt cuối cùng cũng chinh phục được nhà Tống khi quân Nam Tống thua trận Nhai Môn. Cuộc xâm lược của người Mông Cổ rốt cuộc đã tái thống nhất toàn cõi Trung Quốc dưới quyền cai trị của nhà Nguyên.
Từ đầu thế kỷ thứ 9 đến cuối thế kỷ 11, dân số Trung Quốc đã tăng gần gấp đôi. Điều này là kết quả của việc mở rộng hoạt động trồng lúa ở miền trung và miền nam Đế quốc Tống, áp dụng canh tác giống lúa chín sớm có nguồn gốc từ Nam Á và Đông Nam Á, sản xuất dư thừa lương thực. Điều tra dân số ghi nhận Bắc Tống có khoảng 20 triệu hộ gia đình, gấp đôi nhà Hán và nhà Đường. Người ta ước tính rằng dân số Bắc Tống là 90 triệu người và dân số nhà Minh là 200 triệu người. Sự gia tăng dân số đáng kể này đã thúc đẩy một cuộc cách mạng kinh tế ở Trung Quốc thời tiền hiện đại. Quy mô dân số mở rộng, các thành phố xuất hiện ngày một nhiều và sự ra đời của nền kinh tế quốc dân đã dẫn đến việc chính quyền trung ương dần không còn tham gia trực tiếp vào các vấn đề kinh tế. Tầng lớp thân sĩ đảm nhận vai trò quan trọng hơn trong hoạt động quản trị cơ sở và xử lý công việc địa phương.
Thời nhà Tống, đời sống xã hội vô cùng sôi động. Dân thành thị tụ tập để chiêm ngưỡng và mua bán các tác phẩm nghệ thuật có giá trị, quần chúng từ mọi tầng lớp hòa lẫn với nhau ở các lễ hội hay câu lạc bộ tư nhân và các thành phố thì có nhiều khu vui chơi giải trí náo nhiệt. Sự khuếch trương nhanh chóng của nghề in khắc gỗ và sự ra đời của kỹ thuật in chữ rời vào thế kỷ 11 đã giúp văn học, tri thức được phổ biến rộng rãi. Suốt triều đại, công nghệ, khoa học, triết học, toán học và kỹ thuật đều có những bước phát triển mạnh mẽ. Các triết gia như Trình Di và Chu Hi đã thổi nguồn sinh khí mới cho Nho giáo bằng những bài luận mới mẻ, thấm nhuần quan niệm Phật giáo và nhấn mạnh một kiểu tổ chức văn bản cổ điển mới truyền tải những đường lối cốt lõi của học thuyết Tân Nho giáo.
Mặc dù đã có từ thời nhà Tùy, hệ thống khoa cử nổi bật hơn nhiều vào thời nhà Tống. Quan chức có được quyền lực thông qua khoa cử, đóng vai trò chính trong quá trình sĩ đại phu thay thế tiết độ sứ trở thành tầng lớp tinh hoa trong xã hội.

## Lịch sử

### Bắc Tống, 960–1127
Sau khi soán ngôi Hoàng đế Hậu Chu, Tống Thái Tổ (trị. 960–976) dành 16 năm để chinh phục nhiều tiểu quốc còn lại trên khắp Trung Quốc, thống nhất được phần lớn vùng lãnh thổ từng thuộc về hai đế chế Hán và Đường, kết thúc thời kỳ phân liệt Ngũ đại Thập quốc. Tại Khai Phong, Tống Thái Tổ xây dựng một chính quyền trung ương tập quyền cao độ bao trùm cả đế quốc. Định đô ở Khai Phong được xem như dấu mốc khởi đầu thời kỳ Bắc Tống. Tống Thái Tổ đảm bảo tính ổn định hành chính bằng cách thúc đẩy hệ thống khoa cử, trong đó thiết lập phương thức lựa chọn quan chức nhà nước theo năng lực và thành tích (thay vì theo địa vị quý tộc hay địa vị quân sự), đồng thời xúc tiến các dự án đảm bảo thông tin liên lạc hiệu quả trên khắp đất nước. Trong một dự án như vậy, các họa sĩ vẽ bản đồ chi tiết ở từng địa phương rồi tập hợp chúng lại với nhau thành một tập bản đồ lớn. Tống Thái Tổ cũng thúc đẩy những đổi mới khoa học và công nghệ mang tính đột phá, hỗ trợ cho nhiều công trình như tháp đồng hồ thiên văn do kỹ sư Trương Tư Huấn thiết kế và xây dựng.

Tống Thái Tổ, tranh chân dung cung đình.

Triều đình nhà Tống duy trì quan hệ ngoại giao với Chola ở Ấn Độ, Fatima ở Ai Cập, Srivijaya, Hãn quốc Khách Lạt ở Trung Á, Vương quốc Cao Ly ở Triều Tiên và một số quốc gia khác cùng là đối tác thương mại với Nhật Bản. Tống sử thậm chí còn đề cập tới sự xuất hiện vào năm 1081 của một đại sứ quán Đông La Mã thừa mệnh Hoàng đế Michael VII Doukas. Tuy nhiên, chính những quốc gia láng giềng thân cận mới tác động mạnh mẽ đến chính sách đối nội và đối ngoại của nhà Tống. Ngay từ những năm đầu thành lập dưới thời Tống Thái Tổ, nhà Tống đã phải tiến hành xen kẽ các biện pháp chiến tranh và ngoại giao với nhà Liêu của người Khiết Đan ở phía đông bắc và Tây Hạ của người Đảng Hạng ở phía tây bắc. Nhà Tống sử dụng sức mạnh quân sự với mong muốn dẹp yên nhà Liêu và chiếm lại Yên Vân thập lục châu, một vùng đất đai do người Khiết Đan kiểm soát, mà theo truyền thống được coi như một phần của Trung Quốc bản thổ (hầu hết các phần lãnh thổ Bắc Kinh và Thiên Tân ngày nay). Quân Liêu đẩy lùi quân Tống, tổ chức nhiều chiến dịch thường niên uy hiếp Bắc Tống mãi cho tới năm 1005, khi Hiệp ước Thiền Uyên chấm dứt tình trạng giao tranh biên giới dai dẳng. Người Hán buộc phải triều cống cho người Khiết Đan, mặc dù điều này thực tế ít gây thiệt hại cho kinh tế Bắc Tống vì chính nhà Liêu lại phụ thuộc vào việc nhập khẩu một lượng lớn hàng hóa từ Bắc Tống. Đáng chú ý hơn, nhà Tống đã phải công nhận nhà Liêu bình đẳng với mình về mặt ngoại giao. Nhà Tống kiến tạo một cánh rừng phòng thủ rộng lớn dọc theo biên giới Tống–Liêu để ngăn chặn các đợt tấn công tiềm tàng của kỵ binh Khiết Đan.
Đầu thế kỷ 11, nhà Tống giành được một số chiến thắng quân sự trước Tây Hạ, đỉnh cao là chiến dịch do nhà bác học, tướng lĩnh kiêm chính khách Thẩm Quát (1031–1095) chỉ huy. Tuy nhiên, chiến dịch trên không đem lại thành công chung cuộc khi viên sĩ quan đối địch với Thẩm Quát không tuân theo mệnh lệnh trực tiếp, khiến nhà Tống để mất phần lãnh thổ vừa giành được từ Tây Hạ. Nhà Tống chiến tranh với Đại Việt hai lần, lần đầu vào năm 981 và lần thứ hai kéo dài từ năm 1075 đến năm 1077, liên quan tới vấn đề tranh chấp biên giới và việc nhà Tống cắt đứt quan hệ thương mại với Đại Việt. Sau khi quân Đại Việt đột kích Quảng Tây, gây thiệt hại nặng nề, chỉ huy quân Tống là Quách Quỳ (1022–1088) dẫn quân tới tận Thăng Long (Hà Nội ngày nay). Tổn thất to lớn mà cả hai bên phải gánh chịu đã buộc tướng Đại Việt là Lý Thường Kiệt (1019–1105) phải chọn giải pháp hòa bình, cho phép hai quốc gia cùng từ bỏ nỗ lực tham chiến. Năm 1082, Bắc Tống và Đại Việt tiến hành trao trả lãnh thổ chiếm đóng và tù binh chiến tranh.

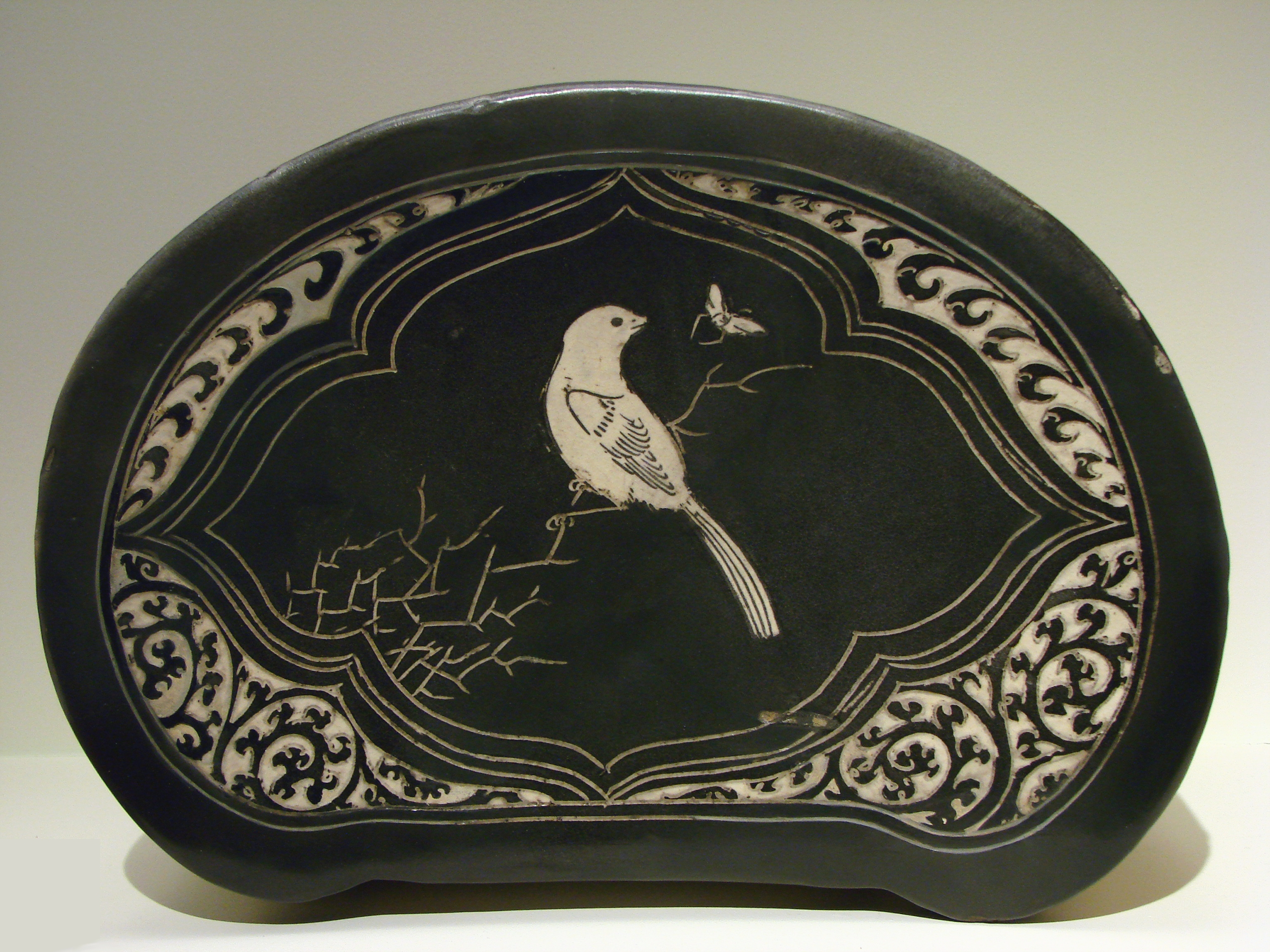
Một cái gối làm từ sa thạch, có niên đại từ thời Bắc Tống, thế kỷ 12.

Suốt thế kỷ 11, nhiều cuộc đấu chính trị đã diễn ra giữa các đại thần trong triều đình nhà Tống, xoay quanh cách tiếp cận, quan điểm và chính sách khác nhau về việc xử lý một xã hội phức tạp và một nền kinh tế đang phát triển mạnh mẽ của đế quốc. Phó tể tướng theo chủ nghĩa lý tưởng hóa Phạm Trọng Yêm (989–1052) là người đầu tiên đón nhận làn sóng phản ứng chính trị dữ dội khi ông cố gắng tiến hành cải cách "Khánh Lịch tân chính", bao gồm các biện pháp cải thiện hệ thống tuyển dụng quan chức, tăng lương cho các chức quan nhỏ và thiết lập các chương trình tài trợ để có thêm nhiều người được giáo dục tốt, đủ điều kiện phục vụ nhà nước.
Sau khi Phạm Trọng Yêm bị buộc phải từ chức, Vương An Thạch (1021–1086) nhậm chức tể tướng. Với sự hậu thuẫn của Tống Thần Tông (1067–1085), Vương An Thạch chỉ trích gay gắt hệ thống giáo dục và bộ máy quan liêu. Tìm cách giải quyết những gì mà bản thân coi là hủ bại và cẩu thả, Vương An Thạch thực hiện hàng loạt cải cách gọi là "Tân pháp", liên quan tới việc đổi mới thuế giá trị đất, thành lập một số công ty độc quyền chính quyền, hỗ trợ dân quân địa phương và đặt ra những tiêu chuẩn cao hơn cho kỳ khoa cử để có thể tuyển dụng được những quan chức có trình độ quản trị nhà nước.
Tân pháp đã tạo ra các phe phái đối lập trong triều đình. Phái "Biến pháp" của Vương An Thạch bị phản đối bởi phái "Cựu đảng" do sử gia kiêm tể tướng Tư Mã Quang (1019–1086) cầm đầu. Khi người của phe này thay thế phe kia nắm giữ đa số vị trí quan trọng trong triều đình, họ sẽ giáng chức và điều chuyển các quan chức đối thủ tới vùng biên cương xa xôi. Một trong những nạn nhân quyền đấu nổi tiếng nhất là nhà thơ, chính khách Tô Đông Pha (1037–1101), người bị bỏ tù rồi mất chức vì dám chỉ trích cải cách của Vương An Thạch.

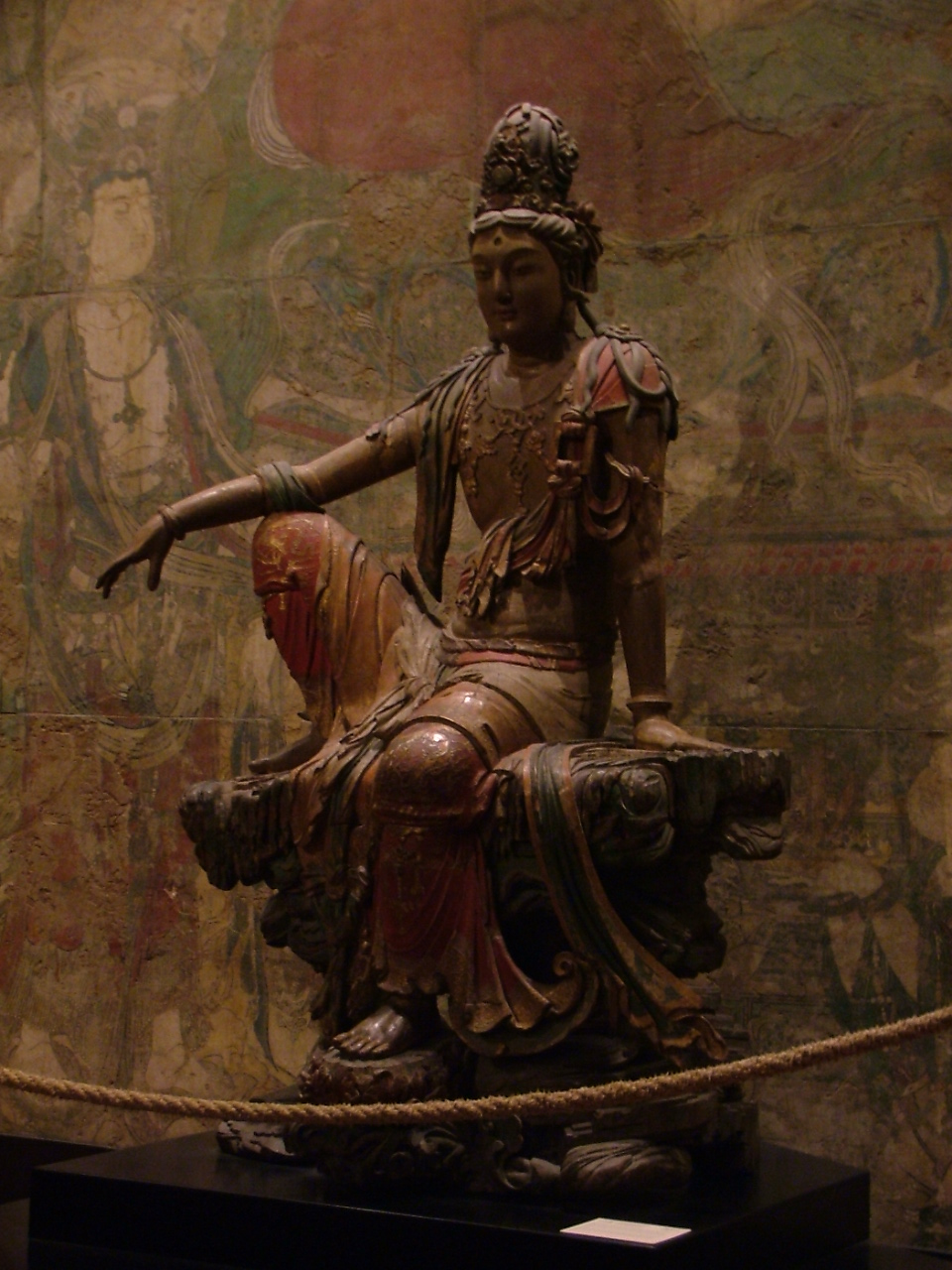
Một bức tượng tạc bằng gỗ đa sắc thời nhà Liêu (907–1125), tỉnh Sơn Tây, Trung Quốc.

Trong khi triều đình vẫn đang liên tục chia rẽ chính trị và loay hoay với các vấn đề nội bộ, nhà Tống bắt đầu chú ý tới những sự kiện đáng báo động đang diễn ra ở nhà Liêu. Người Nữ Chân, một bộ tộc thần phục nhà Liêu, đã nổi dậy và tuyên bố khai sinh nhà Kim (1115–1234). Hoạn quan Đồng Quán (1054–1126) khuyên Tống Huy Tông (1100–1125) nên bắt tay với người Nữ Chân. Liên minh Tống–Kim được thiết lập thông qua Hải thượng chi minh, tiến hành một chiến dịch quân sự chung chinh phục hoàn toàn nhà Liêu vào năm 1125. Trong quá trình đó, quân Tống viễn chinh đã phá bỏ cánh rừng phòng thủ dọc biên giới Tống–Liêu.
Tuy nhiên, màn trình diễn tệ hại và nội lực yếu kém của quân đội nhà Tống không thoát khỏi tầm quan sát của người Nữ Chân, họ lập tức phá vỡ liên minh, phát động Chiến tranh Kim–Tống, cao điểm trong hai năm 1125 và 1127. Không phải đối mặt với cánh rừng phòng thủ, quân Kim hành quân nhanh chóng qua đồng bằng Hoa Bắc tiến đến Khai Phong. Trong Sự kiện Tĩnh Khang ở lần xâm lược thứ hai, người Nữ Chân không chỉ chiếm được kinh đô, mà còn bắt sống cả Thượng hoàng Huy Tông và Hoàng đế Khâm Tông cùng hầu hết thành viên triều đình Bắc Tống.
Các lực lượng tàn dư của nhà Tống tập hợp lại dưới quyền Tống Cao Tông (1127–1162), rút về phía nam sông Dương Tử để thành lập một kinh đô mới tại Lâm An. Cuộc chinh phạt Hoa Bắc của người Nữ Chân và chuyến dời đô từ Khai Phong tới Lâm An của triều đình nhà Tống chính là ranh giới phân chia hai thời kỳ Bắc Tống và Nam Tống.
Sụp đổ trước cuộc xâm lược của nhà Kim, nhà Tống mất quyền kiểm soát miền bắc Trung Quốc. Giờ đây, khi đã làm chủ được cái gọi là "Trung Quốc bản thổ", nhà Kim tự coi mình là những người cai trị Trung Quốc chính danh. Họ chọn "thổ" làm nguyên tố đại diện hoàng triều và màu vàng làm màu hoàng gia. Theo thứ tự trong thuyết Ngũ hành, "thổ" theo sau "hỏa", nguyên tố đại diện cho hoàng triều Tống. Động thái mang tính ý thức hệ trên cho thấy nhà Kim coi như thiên mệnh của nhà Tống đã chấm dứt và họ sẽ thay thế nhà Tống trở thành những người cai trị Trung Quốc bản thổ hợp pháp.

### Nam Tống, 1127–1279

Nam Tống vào năm 1142.

Mặc dù đã suy yếu và bị đẩy về phía nam sông Hoài, Nam Tống vẫn tìm ra những phương án mới để củng cố nền kinh tế vững mạnh và tự vệ trước nhà Kim. Quân đội Nam Tống được chỉ huy bởi những tướng lĩnh có năng lực như Nhạc Phi và Hàn Thế Trung. Chính quyền tài trợ cho các dự án đóng tàu và cải thiện bến cảng quy mô, đồng thời tiến hành xây dựng nhiều mốc hiệu và kho tàng cảng biển để hỗ trợ thương mại hàng hải với nước ngoài. Những cảng biển quốc tế lớn như Tuyền Châu, Quảng Châu và Hạ Môn, là điểm tựa của ngành thương mại Trung Quốc.
Để bảo vệ và hỗ trợ cho vô số tàu thuyền qua lại vì lợi ích hàng hải ở Biển Hoa Đông, Hoàng Hải, Đông Nam Á, Ấn Độ Dương và Biển Đỏ, cần phải có hải quân thường trực. Do đó, năm 1132, triều đình Nam Tống đã thành lập lực lượng hải quân thường trực đầu tiên trong lịch sử Trung Quốc, có trụ sở chính đặt tại Định Hải. Với hải quân chuyên nghiệp, năm 1161, Nam Tống sẵn sàng đối đầu với nhà Kim trên sông Dương Tử. Trong trận Đường Đảo và Thái Thạch, hải quân Nam Tống đã sử dụng tàu chiến mái guồng trang bị máy trebuchet phóng bom thuốc súng. Mặc dù có tới 7 vạn binh sĩ, hơn 600 tàu chiến, nhưng hải quân Kim do Hoàn Nhan Lượng (Hải Lăng vương) chỉ huy vẫn nhận thất bại trong cả hai trận chiến với hải quân Nam Tống chỉ có vỏn vẹn 3 nghìn binh sĩ và 120 tàu chiến, khi phải hứng chịu những đợt tấn công chớp nhoáng bằng bom thuốc súng từ các tàu chiến mái guồng. Nam Tống tiếp tục phát triển sức mạnh hải quân. Một thế kỷ sau khi thành lập, quân chủng hải quân của đế quốc này đã có tới 52 nghìn lính thủy đánh bộ.
Chính quyền Nam Tống tịch thu đất đai của thân sĩ để tăng huê lợi, phục vụ cho các dự án quốc gia kể trên, một hành động gây ra sự bất bình và làm mất đi lòng trung thành trong nội bộ tầng lớp lãnh đạo, nhưng không ngăn cản được tâm thế sẵn sàng phòng thủ của nhà Tống. Vấn đề tài chính công trở nên tồi tệ hơn bởi thực tế là nhiều gia đình chủ đất giàu có – một số có quan chức làm việc cho triều đình – đã sử dụng mối quan hệ xã hội với những người đang tại chức để được miễn thuế.

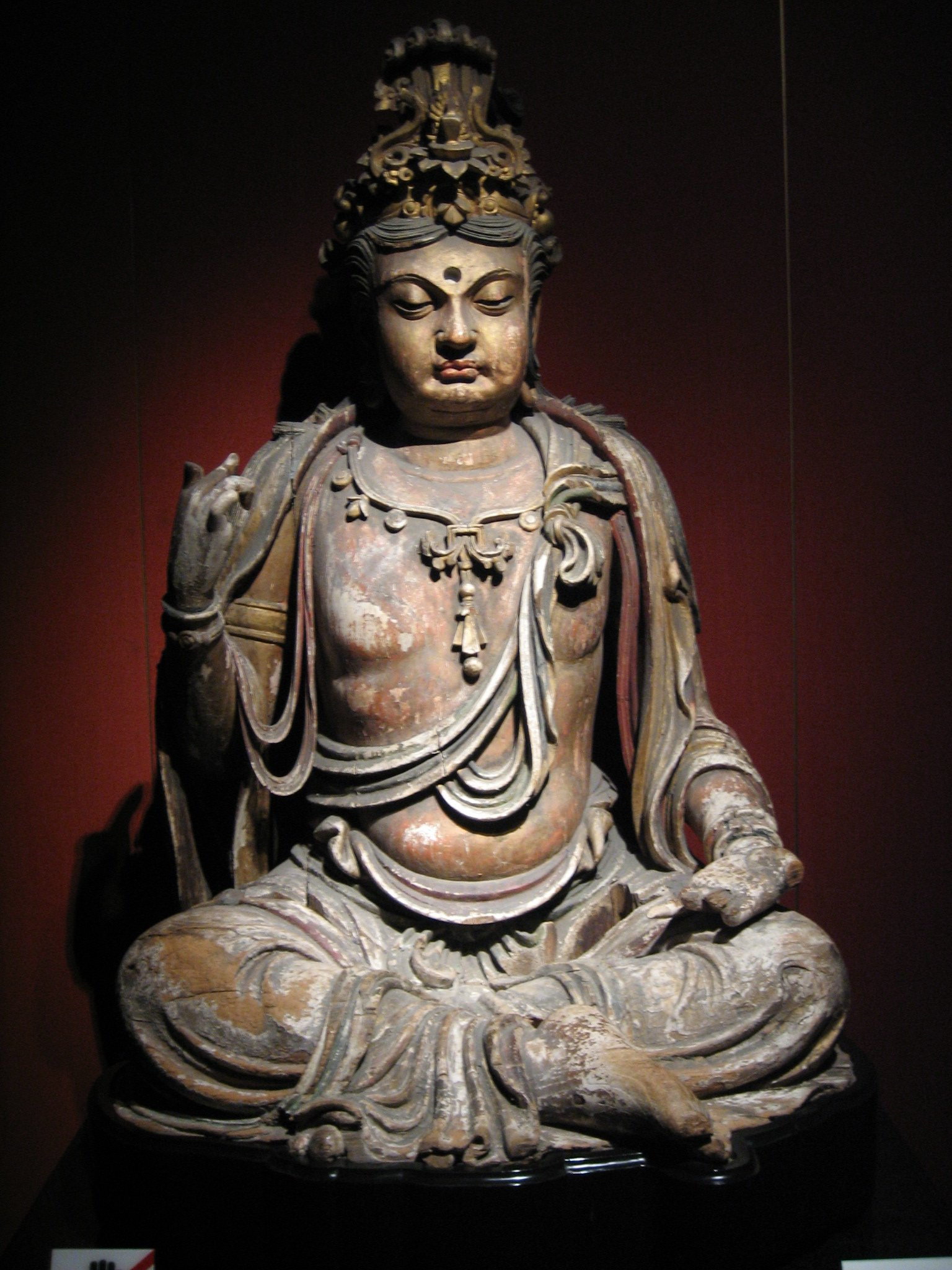
Tượng Bồ Tát bằng gỗ trong tư thế ngồi, nhà Kim (1115–1234).

Mặc dù Nam Tống có thể kiềm chế được nhà Kim, nhưng họ lại sắp sửa phải đối mặt với một thế lực mới thống trị vùng thảo nguyên, sa mạc và đồng bằng phía bắc nhà Kim. Người Mông Cổ, do Thành Cát Tư Hãn (trị. 1206–1227) lãnh đạo, ban đầu mới chỉ xâm lược nhà Kim vào hai năm 1205 và 1209 thông qua nhiều cuộc đột kích lớn khắp biên giới, nhưng tới năm 1211, họ quyết định tập hợp một lực lượng khổng lồ để tổng lực chinh phạt nhà Kim. Nhà Kim thất trận, buộc phải phục tùng và cống nạp cho Mông Cổ như một nước chư hầu; khi người Nữ Chân đột ngột dời đô từ Bắc Kinh đến Khai Phong, người Mông Cổ liền cho rằng đây là một động thái nổi loạn. Dưới sự chỉ huy của Oa Khoát Đài (trị. 1229–1241), người Mông Cổ chinh phục cả nhà Kim lẫn Tây Hạ trong hai năm 1233, 1234.
Mông Cổ từng liên minh với Nam Tống, nhưng liên minh này nhanh chóng đổ vỡ khi Nam Tống chiếm lại ba cố đô là Khai Phong, Lạc Dương và Trường An ngay khi nhà Kim diệt vong. Sau cuộc xâm lược Đại Việt lần đầu vào năm 1258, tướng Mông Cổ Ngột Lương Hợp Thai tấn công Quảng Tây từ Thăng Long, như một phần chiến lược phối hợp tác chiến vào năm 1259 của người Mông Cổ với các đạo quân chia làm hai nhóm, một nhóm giáp công Tứ Xuyên dưới sự lãnh đạo của Đại hãn Mông Kha, nhóm còn lại tấn công Sơn Đông và Hà Nam. Ngày 11 tháng 8 năm 1259, Mông Kha qua đời giữa cuộc vây hãm pháo đài Điếu Ngư ở Trùng Khánh.
Cái chết của Mông Kha và cuộc khủng hoảng kế vị ngay sau đó đã buộc Húc Liệt Ngột kéo phần lớn lực lượng Mông Cổ ra khỏi Trung Đông, nơi họ sẵn sàng chiến đấu với các chiến binh Mamluk (những người đã chặn đứng nhóm quân Mông Cổ còn lại tại Ain Jalut). Dù liên minh với Hốt Tất Liệt, nhưng người của Húc Liệt Ngột cũng chẳng thể giúp gì nhiều trong cuộc chinh phạt Nam Tống do vướng vào cuộc nội chiến với Hãn quốc Kim Trướng.
Hốt Tất Liệt tiếp tục nỗ lực tấn công Nam Tống, giành được một chỗ đứng tạm thời ở bờ nam sông Dương Tử. Mùa đông năm 1259, Ngột Lương Hợp Thai lên phía bắc để hội quân với Hốt Tất Liệt lúc này đang bao vây Ngạc Châu, Hồ Bắc. Dù đã sẵn sàng để giành lấy Ngạc Châu, nhưng vì cuộc nội chiến đang chờ xử lý với người em trai A Lý Bất Ca, Hốt Tất Liệt đành phải trở lại phía bắc với phần lớn lực lượng của mình. Khi Hốt Tất Liệt vắng mặt, quân Nam Tống thừa lệnh Thừa tướng Giả Tự Đạo, lập tức tổ chức phản kích và đã thành công trong việc đẩy quân Mông Cổ quay trở lại bờ bắc sông Dương Tử. Tiếp tục có những giao tranh nhỏ dọc biên giới Tống–Mông cho đến năm 1265, khi Hốt Tất Liệt thắng một trận quan trọng ở Tứ Xuyên.
Từ năm 1268 đến 1273, Hốt Tất Liệt triển khai hải quân phong tỏa sông Dương Tử và bao vây Tương Dương, chướng ngại vật cuối cùng trên con đường xâm lược lưu vực sông Dương Tử trù phú. Năm 1271, Hốt Tất Liệt chính thức tuyên bố thành lập nhà Nguyên. Năm 1275, 13 vạn quân Nam Tống dưới quyền Giả Tư Đạo bị "tổng tư lệnh" mới bổ nhiệm của Hốt Tất Liệt là tướng Bá Nhan đánh bại. Năm 1276, quân Nguyên kiểm soát hầu hết lãnh thổ Nam Tống, bao gồm cả kinh đô Lâm An.
Năm 1279, trong trận Nhai Môn, Trương Hoằng Phạm chỉ huy quân Nguyên dập tắt nỗ lực kháng chiến cuối cùng của Nam Tống trên đồng bằng Châu Giang. Hoàng đế Nam Tống cuối cùng, Tống Thiếu Đế, khi đó mới 13 tuổi, đã tự sát cùng Thừa tướng Lục Tú Phu và 1.300 thành viên hoàng tộc. Bá Nhan theo lệnh Hốt Tất Liệt, không làm hại những thành viên hoàng tộc Nam Tống còn lại; Tống Cung Đế bị phế xuống làm "Doanh quốc công" nhưng rồi cũng bị đày tới Tây Tạng, nơi ông chọn con đường xuất gia. Tống Cung Đế buộc phải tự sát theo lệnh chắt nội của Hốt Tất Liệt, Cách Kiên Hãn, người sợ rằng cựu hoàng Nam Tống sẽ lãnh đạo một cuộc đảo chính. Nhiều hoàng thân Nam Tống vẫn tiếp tục sinh sống và làm việc dưới thời nhà Nguyên, chẳng hạn như Triệu Mạnh Phủ và Triệu Ung.

## Văn hóa và xã hội

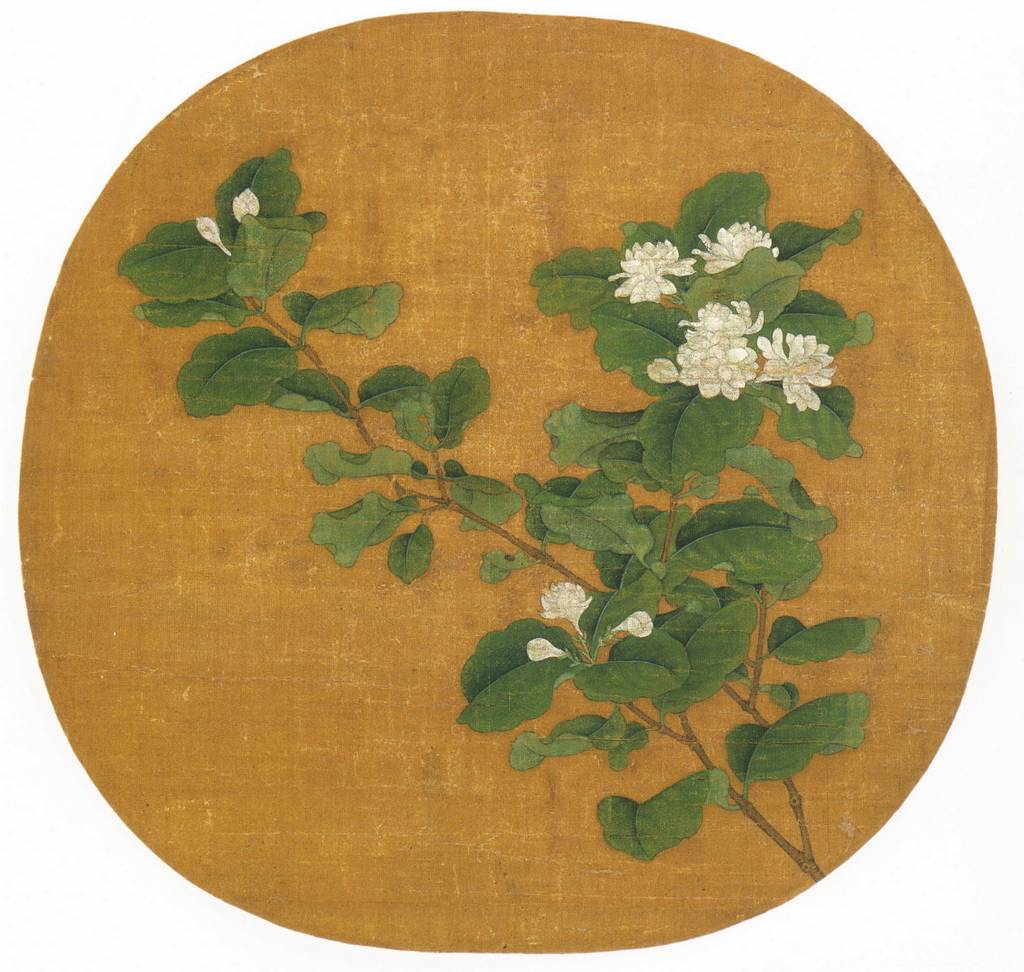
Mạt lị hoa đồ, đầu thế kỷ 12; Những bức tranh nhỏ dạng album tròn, khắc họa khung cảnh thiên nhiên, đã phổ biến rộng rãi vào thời Nam Tống.

Trung Quốc thời nhà Tống là kỷ nguyên của một bộ máy hành chính tinh vi và một tổ chức xã hội phức tạp. Nhà Tống sở hữu nhiều thành phố thuộc vào dạng lớn nhất thế giới đương thời (Khai Phong và Hàng Châu có dân số hơn một triệu người). Trong mỗi thành phố, người dân có cơ hội tham gia các hoạt động giải trí và câu lạc bộ xã hội, đồng thời được cung cấp dịch vụ giáo dục và tôn giáo thông qua nhiều trường học, đền thờ. Chính quyền nhà Tống thực hiện nhiều chương trình phúc lợi xã hội, thành lập nhà hưu trí, phòng khám công cộng và xây dựng nghĩa trang cho người nghèo. Nhà Tống hỗ trợ một dịch vụ bưu chính diện rộng mô phỏng theo hệ thống bưu chính thời nhà Hán (202 TCN–220), giúp thông tin liên lạc được cung cấp nhanh chóng trên khắp đế quốc. Chính quyền trung ương tuyển dụng hàng nghìn nhân viên bưu điện ở nhiều cấp bậc khác nhau để triển khai dịch vụ tại các bưu cục nhỏ và trạm bưu điện lớn. Ở vùng nông thôn, nông dân sở hữu mảnh đất của riêng mình, làm tá điền trả tiền thuê đất hoặc làm nông nô trong các điền trang lớn.
Mặc dù phụ nữ có địa vị xã hội thấp hơn nam giới (theo luân lý Nho giáo), họ vẫn được hưởng nhiều đặc quyền về mặt xã hội và luật pháp, được nắm quyền đáng kể trong gia đình hay các doanh nghiệp riêng. Khi xã hội ngày càng thịnh vượng, cha mẹ chu cấp của hồi môn ngày một nhiều cho con gái xuất giá, phụ nữ đương nhiên cũng có thêm nhiều quyền sở hữu tài sản hợp pháp mới. Trong một số trường hợp nhất định, một cô con gái chưa cưới chồng, không có anh em trai hoặc một bà mẹ còn sống không có con trai, có thể được hưởng phân nửa gia tài chưa chia của cha mình. Có rất nhiều phụ nữ tần tảo và có học thức tốt. Đối với họ, việc dạy dỗ con trai lúc còn niên thiếu là một thói quen phổ biến. Mẹ của nhà khoa học, tướng lĩnh, nhà ngoại giao kiêm chính khách Thẩm Quát đã dạy ông những điều cơ bản nhất về chiến lược quân sự. Cũng không thiếu những nhà văn, nhà thơ là nữ giới, chẳng hạn như Lý Thanh Chiếu (1084–1151), người nổi danh ngay trong chính thời đại của mình.

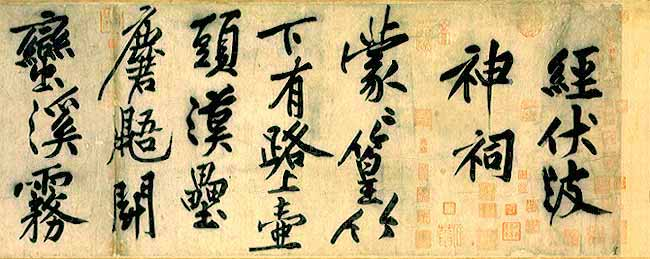
Thư pháp của Hoàng Đình Kiên (1045–1105), một nhà thư pháp nổi tiếng và là cộng sự của Tô Đông Pha.

Tôn giáo ở Trung Quốc trong thời kỳ này có ảnh hưởng to lớn đến đời sống, tín ngưỡng và sinh hoạt thường nhật của con người, thể loại văn học lấy chủ đề tâm linh cũng đã trở nên phổ biến. Các vị thần chính trong Đạo giáo, Phật giáo, vong linh tổ tiên, cùng nhiều vị thần khác trong tín ngưỡng dân gian Trung Quốc được thờ cúng với lễ vật hiến tế. Thẩm Đan Sâm khẳng định rằng có nhiều nhà sư Phật giáo từ Ấn Độ đến Trung Quốc vào thời nhà Tống hơn so với thời nhà Đường (618–907). Việc người ngoại quốc đến Trung Quốc để buôn bán hoặc sinh sống lâu dài đã giúp nhiều tôn giáo nước ngoài du nhập vào nước này. Các tôn giáo thiểu số ở Trung Quốc bao gồm Hồi giáo Trung Đông, Do Thái giáo Khai Phong và Mani giáo Ba Tư.
Dân chúng hào hứng với đời sống gia đình và xã hội sôi động, tận hưởng các lễ hội cộng đồng như Tết Nguyên tiêu hay Tiết Thanh minh. Thành phố có nhiều khu vui chơi giải trí với một loạt trò tiêu khiển không ngớt, có người múa rối, diễn viên nhào lộn, diễn viên kịch, ảo thuật gia nuốt kiếm, người kể chuyện, ca sĩ, nhạc sĩ, gái mại dâm và đủ địa điểm để thư giãn, chẳng hạn như trà thất, nhà hàng hay những buổi tiệc tùng có tổ chức. Đông đảo người dân tham gia các câu lạc bộ xã hội; có câu lạc bộ trà, câu lạc bộ ẩm thực lạ, câu lạc bộ sưu tầm đồ cổ, tác phẩm nghệ thuật, câu lạc bộ yêu ngựa, câu lạc bộ thơ ca và câu lạc bộ âm nhạc. Giống như sự phong phú trong ẩm thực và phương thức nấu ăn theo vùng miền, phong cách trình diễn nghệ thuật thời nhà Tống cũng rất đa dạng tại mỗi khu vực khác nhau. Mặc dù diễn viên kinh kịch trình diễn bằng văn ngôn vốn không phải là thứ ngôn ngữ bình dân, nhưng loại hình kịch sân khấu này vẫn rất phổ biến trong cả giới tinh hoa lẫn quần chúng nói chung. Bốn rạp kinh kịch bề thế nhất ở Khai Phong có thể chứa vài nghìn khán giả mỗi rạp. Ngoài ra còn có những trò triêu khiển trong nhà đáng chú ý như cờ vây hay cờ tướng, thu hút được nhiều người tham gia.

### Khoa cử và tầng lớp thân sĩ

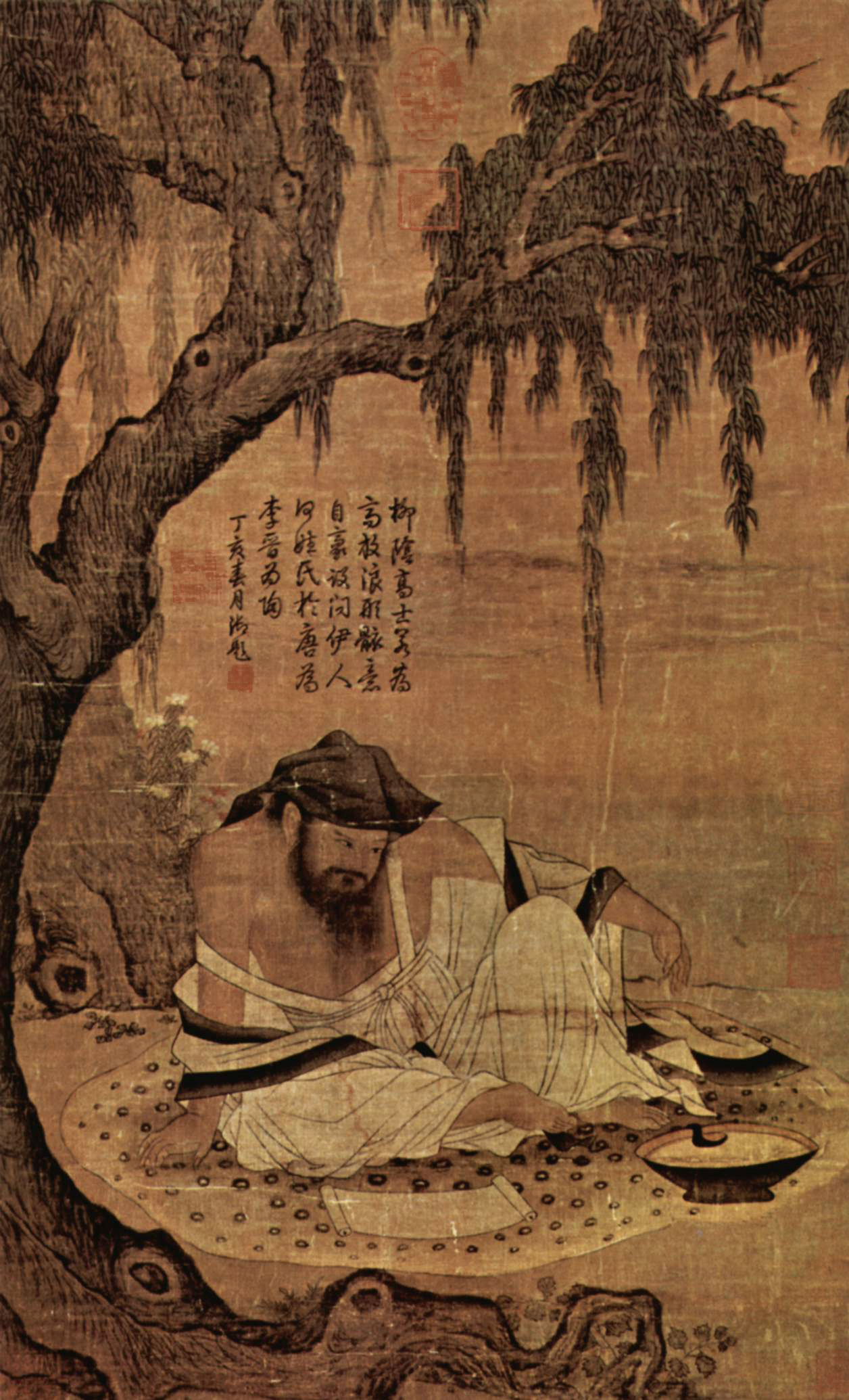
Liễu ấm cao sĩ đồ, tranh Trung Quốc thế kỷ 11.

Vào thời nhà Tống, hệ thống công vụ tuyển dụng quan chức được chú trọng nhiều hơn; nó dựa trên bằng cấp mà các thí sinh giành được thông qua một nhóm kỳ thi giàu tính cạnh tranh gọi là khoa cử, như một nỗ lực nhằm chọn ra những cá nhân có năng lực quản trị xuất sắc nhất. Lấy tài năng đã qua chứng minh làm tiêu chí tuyển dụng quan chức nam giới là một ý tưởng có lịch sử lâu đời ở Trung Quốc. Hệ thống công vụ từng được thể chế hóa trên quy mô nhỏ vào thời Tùy–Đường, nhưng mãi tới thời nhà Tống mới gần như trở thành phương tiện duy nhất để tuyển dụng quan chức cho chính quyền. Sự khuếch trương của ngành công nghiệp in ấn giúp giáo lý Nho giáo được phổ biến rộng rãi, gia tăng số lượng thí sinh đủ điều kiện giáo dục để tham gia các kỳ thi. Điều này có thể thấy rõ thông qua số lượng thí sinh tham gia kỳ giải thí tăng từ 3 vạn người mỗi năm vào đầu thế kỷ 11, lên thành 40 vạn người vào cuối thế kỷ 13. Hệ thống công vụ và khoa cử thúc đẩy chế độ nhân tài, mức độ linh hoạt xã hội và cả sự bình đẳng trong cạnh tranh cho những người muốn giành được một vị trí chính thức trong chính quyền. Sử dụng thống kê mà triều đình nhà Tống thu thập, Edward A. Kracke, Yoshiyuki Sudo và Hà Bỉnh Lệ ủng hộ giả thuyết cho rằng không có gì đảm bảo một người sẽ có cùng mức độ quyền lực với cha, ông nội hoặc ông cố của mình, nếu những người đàn ông thế hệ trước này từng là quan chức nhà nước. Robert Hartwell và Robert P. Hymes đã chỉ trích mô hình giả thuyết trên, cho là nó quá chú trọng đến vai trò của gia đình hạt nhân, chỉ xem xét tới ba đời tổ tiên đằng nội của thí sinh mà bỏ qua thực tế nhân khẩu học thời nhà Tống rằng có một tỷ lệ đáng kể nam giới trong mỗi thế hệ không có con trai nối dõi, cũng như bỏ qua luôn vai trò của đại gia đình. Nhiều người cảm thấy như mình bị tước đoạt quyền lợi bởi họ cho là hệ thống quan liêu ủng hộ tầng lớp chủ đất, những người có khả năng chi trả cho dịch vụ giáo dục vượt trội. Một trong những nhà phê bình văn học nổi tiếng nhất bàn về vấn đề này là nhà thơ Tô Đông Pha. Tuy nhiên, Tô Đông Pha cũng chỉ là sản phẩm của thời đại mà ông đang sống, vì với sự chuyển giao từ thời nhà Đường sang thời nhà Tống, danh tính, thói quen hay thái độ của một sĩ đại phu đã trở nên ít quý tộc hơn và cũng quan liêu hơn. Vào đầu triều đại, chức vụ cao trong chính quyền do hai nhóm tinh hoa nắm giữ một cách không cân xứng: một nhóm công thần có ràng buộc với hoàng đế khai quốc và một nhóm thế gia, sử dụng địa vị thị tộc truyền đời, các mối quan hệ gia đình và liên minh hôn nhân để đảm bảo được bổ nhiệm. Cuối thế kỷ 11, nhóm công thần mất chỗ đứng. Trong khi đó, đảng phái chính trị và chủ nghĩa bè phái trong triều đình đã làm suy yếu chiến lược liên minh hôn nhân của nhóm thế gia, để rồi nhóm này không còn phân biệt được trong xã hội và bị thay thế bởi vô số gia tộc thân sĩ.

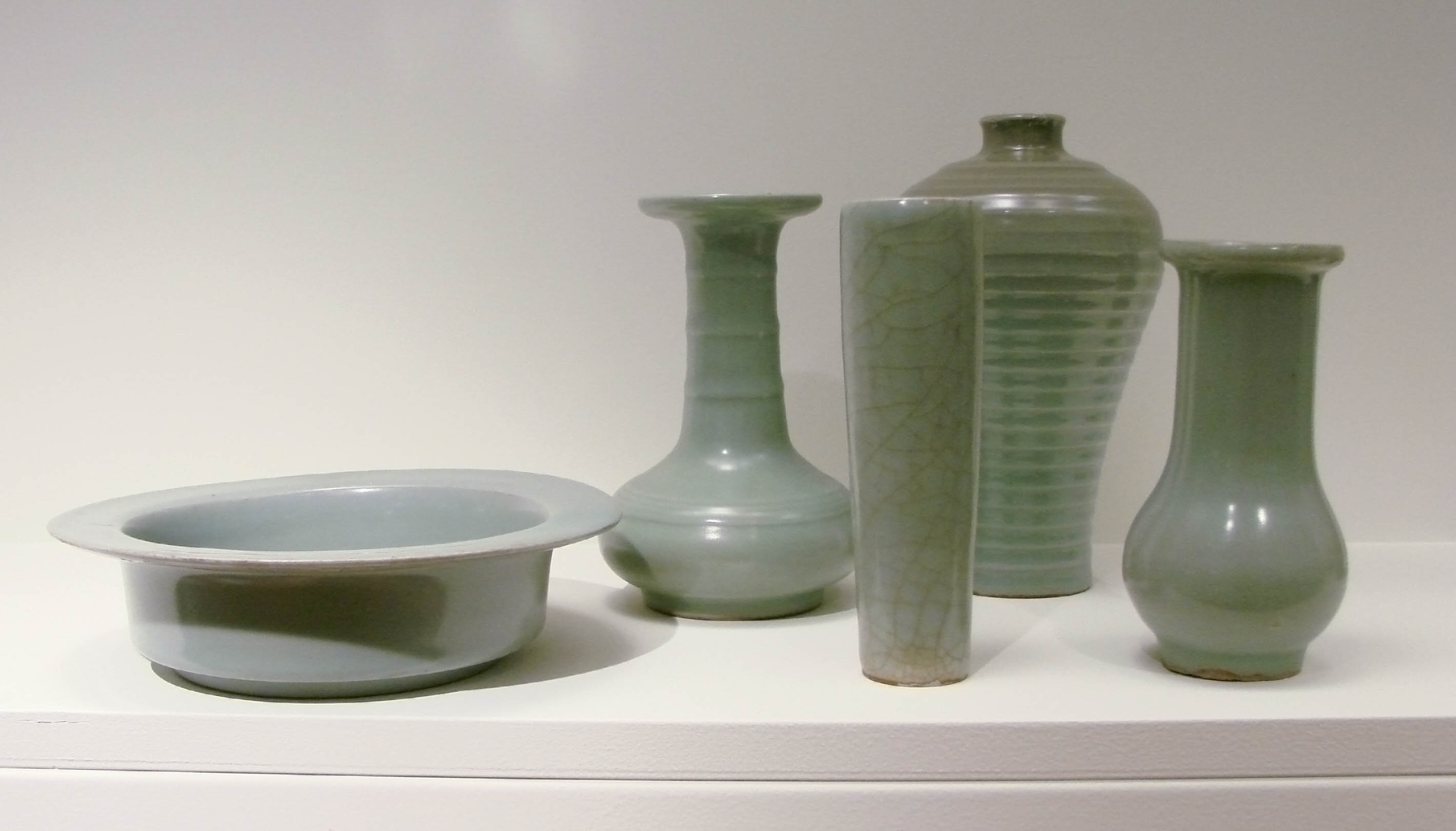
Men ngọc Long Tuyền, Chiết Giang, thế kỷ 13.

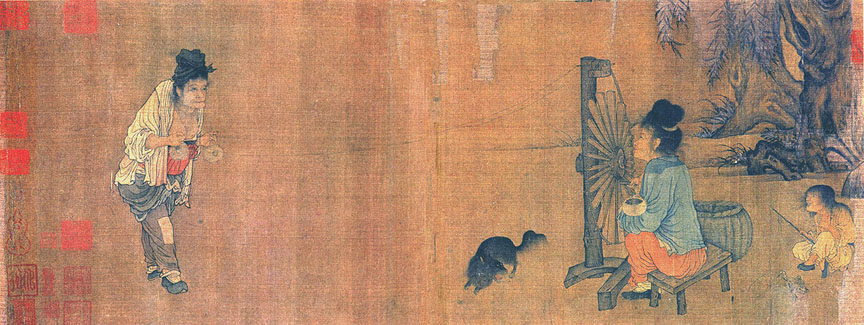
Phưởng xa đồ, một bức tranh của họa sĩ Bắc Tống Vương Cư Chính, là một trong những hình minh họa sớm nhất của phát minh này.

Do tốc độ gia tăng dân số chóng mặt và bộ máy hành chính thì chấp nhận số lượng quan chức hạn chế (khoảng 2 vạn người trong thời nhà Tống), tầng lớp thân sĩ đông đảo hơn sẽ đảm nhận công việc cơ sở ở cấp địa phương. Không bao gồm sĩ đại phu tại chức, thân sĩ là các thí sinh đỗ đạt nhưng chưa được bổ nhiệm, gia sư địa phương và quan chức về hưu. Chính những người đàn ông có học thức này đã giám sát công việc địa phương và tài trợ cơ sở vật chất cần thiết cho cộng đồng; bất kỳ huyện lệnh nào được bổ nhiệm đều phải dựa vào sự hợp tác của một số ít hoặc nhiều thân sĩ trong khu vực. Ví dụ, chính quyền nhà Tống – trừ giai đoạn cải cách giáo dục thời Tống Huy Tông – chi rất ít tiền ngân khố để duy trì các trường học cấp châu và huyện; thay vào đó, phần lớn quỹ trường học được lấy từ nguồn tài chính tư nhân. Vai trò hạn chế của quan chức chính quyền thời nhà Tống là một điểm khác biệt so với thời nhà Đường (618–907), khi chính quyền quản lý chặt chẽ thị trường và công việc địa phương. Giờ đây, chính quyền đã dần không còn điều tiết hoạt động thương mại và giao cho thân sĩ tự thực hiện các nhiệm vụ thiết yếu trong cộng đồng mà họ đang cư trú.
Tầng lớp thân sĩ tự làm mình khác biệt trong xã hội thông qua hoạt động theo đuổi tri thức, sưu tầm cổ vật, trong khi nhà của những chủ đất tiếng tăm lại thu hút được nhiều thị thần, bao gồm các nghệ nhân, nghệ sĩ, gia sư và người làm trò mua vui. Bất chấp sự coi thường dành cho nghề buôn bán, thương mại và thương nhân, đến từ giới sĩ đại phu ưu tú có trình độ văn hóa cao, chủ nghĩa giao thương vẫn giữ một vai trò nổi bật trong văn hóa, xã hội thời nhà Tống. Một sĩ đại phu sẽ bị đồng nghiệp khinh bỉ nếu tìm cách kiếm thêm thu nhập ngoài khoản lương nhà nước. Tuy nhiên, điều này không ngăn được nhiều sĩ đại phu quản lý các mối quan hệ kinh doanh thông qua chi nhánh trung gian.

### Luật, tư pháp và khoa học pháp y

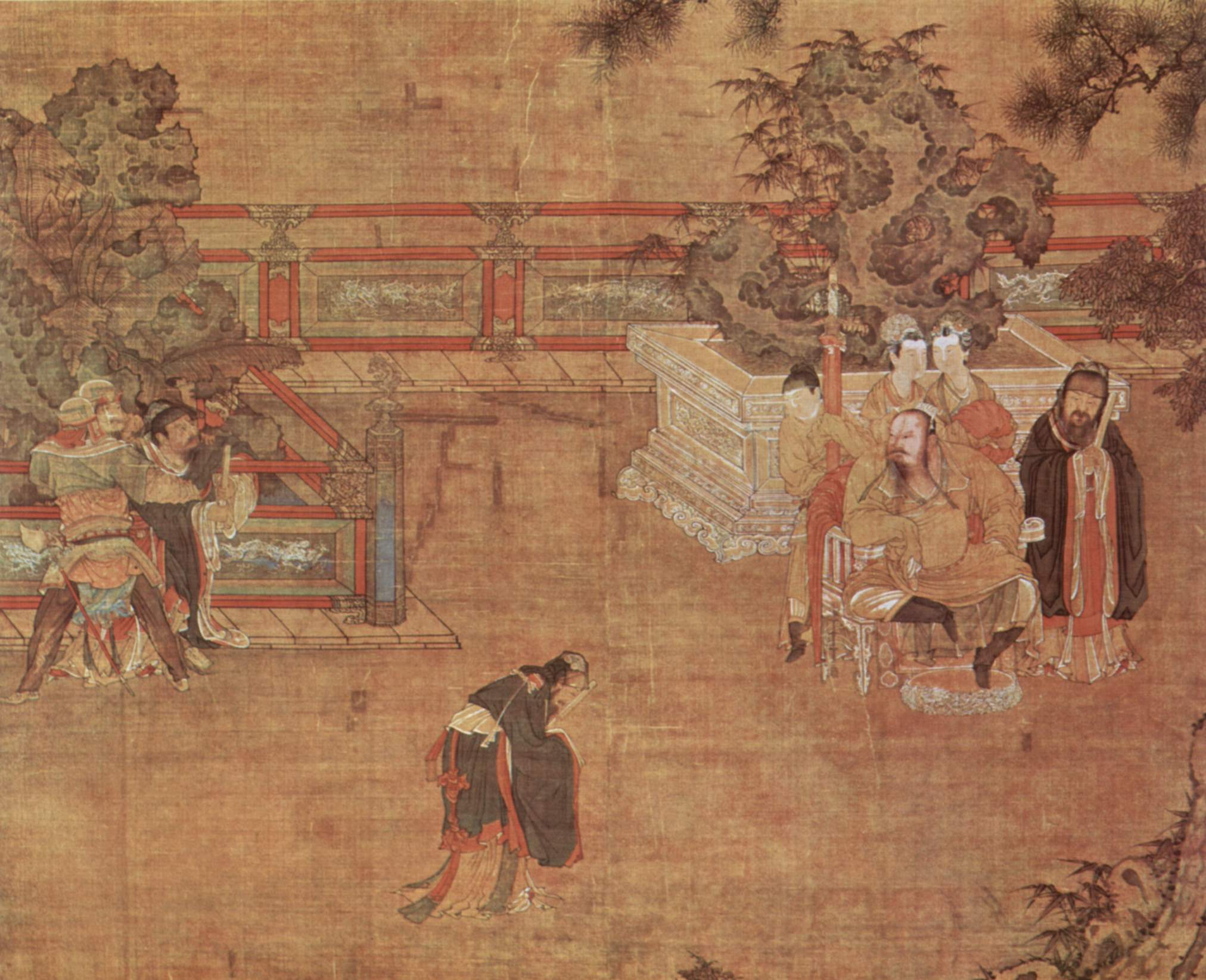
Chiết hạm đồ, tranh đầu thế kỷ 12.

Hệ thống tư pháp nhà Tống giữ lại hầu hết pháp điển của nhà Đường, cơ sở cho nhiều bộ luật truyền thống ở Trung Quốc mãi cho tới thời hiện đại. Huyện úy duy trì luật pháp và trật tự trong khu vực pháp lý đô thị, đôi khi mạo hiểm đến cả vùng nông thôn. Huyện lệnh, người giám sát các phiên tòa, không chỉ nắm vững luật thành văn mà còn phải đề cao đạo đức trong xã hội. Các huyện lệnh như Bao Thanh Thiên (999–1062) nổi tiếng là hiện thân của sự ngay thẳng, luôn duy trì công lý và không bao giờ làm trái quy tắc của bản thân. Trong mỗi phiên tòa, họ sẽ chỉ rõ người hoặc bên có tội và đưa ra hình phạt thích đáng, thường là dưới hình thức đòn roi. Một cá nhân hoặc một bên bị đưa ra xét xử vì tội hình sự hoặc dân sự không được coi là hoàn toàn vô tội cho đến khi chứng minh được điều ngược lại, ngay cả người buộc tội cũng bị huyện lệnh xem xét với mức độ nghi ngờ cao. Do chi phí kiện cáo tốn kém và việc người bị buộc tội hình sự sẽ phải ngồi tù ngay lập tức, dân chúng thích giải quyết tranh chấp, cãi vả một cách riêng tư mà không cần sự can thiệp của chính quyền.
Trong cuốn Mộng Khê bút đàm, Thẩm Quát từng lập luận chống lại nhiều niềm tin truyền thống của người Trung Quốc về ngành giải phẫu học; điều này có lẽ đã thúc đẩy mối quan tâm dành cho công tác khám nghiệm tử thi ở Trung Quốc trong thế kỷ 12. Bác sĩ kiêm thẩm phán Tống Từ (1186–1249) đã viết một công trình khoa học pháp y tiên phong bàn về việc khám nghiệm tử thi để xác định nguyên nhân cái chết (do bóp cổ, đầu độc, đuối nước, hay đánh đập, v.v). Qua đó, chứng minh nạn nhân bị giết, tự tử hay gặp tai nạn. Tống Từ nhấn mạnh tầm quan trọng về tiêu chuẩn hành vi của mỗi nhân viên điều tra và việc thư ký phải ghi lại kết quả chính xác trong quá trình khám nghiệm tử thi.

### Quân đội và phương pháp tác chiến

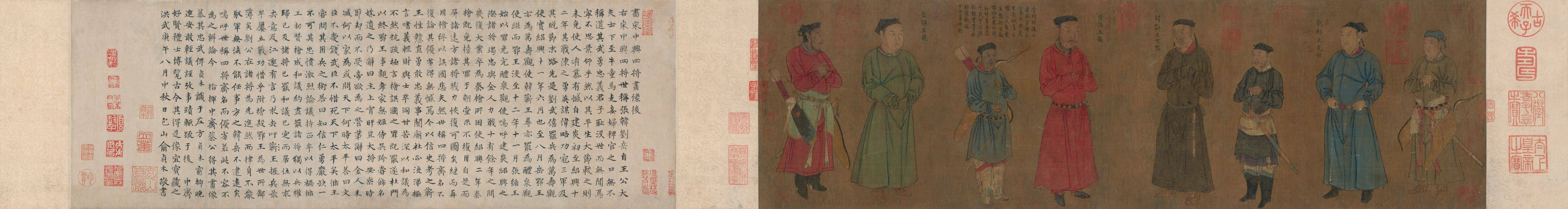
Trung hưng tứ tướng của họa sĩ Nam Tống Lưu Tùng Niên (1174–1224); danh tướng Nhạc Phi (1103–1142) đứng thứ hai từ trái qua.

Quân đội nhà Tống chủ yếu được tổ chức để đảm bảo rằng nó không thể đe dọa tới quyền kiểm soát đế quốc. Điều này đôi khi làm giảm đi hiệu quả chiến đấu. Xu mật viện, cơ quan chính quyền trung ương chịu trách nhiệm về lực lượng quân đội, hoạt động dưới quyền xu mật sứ, người không có khả năng kiểm soát hoàn toàn cấm quân. Cấm quân được phân chia cho ba nguyên soái thống lĩnh, mỗi người chịu trách nhiệm độc lập trước hoàng đế. Và cũng vì hoàng đế hiếm khi đích thân dẫn binh, quân Tống thiếu sự thống nhất trong chỉ huy. Nhiều tướng lĩnh thành đạt bị coi là mối đe dọa đối với hoàng quyền và thường bị miễn nhiệm hoặc thậm chí là xử tử (nổi tiếng nhất là Lý Cương, Nhạc Phi và Hàn Thế Trung).
Mặc dù quân nhân bị sĩ đại phu coi thường trong một trật tự xã hội có thứ bậc, một người vẫn có thể giành được địa vị và phẩm giá bằng cách trở thành những sĩ quan cấp cao với thành tích chiến trường hiển hách. Vào thời cực thịnh, quân Tống có một triệu binh sĩ được chia thành các trung đội 50 người, các đại đội gồm hai trung đội và các tiểu đoàn 500 người. Lính dùng nỏ được tách ra khỏi bộ binh thông thường, tổ chức thành đơn vị riêng, được đánh giá là lực lượng tinh nhuệ trong chiến đấu, cung cấp giải pháp hiệu quả chống lại kỵ binh. Chính quyền mong muốn được tài trợ cho những thiết kế nỏ tân tiến có khả năng gia tăng tầm bắn. Trong khi đó, những tay nỏ cự phách rất có giá trị khi được sử dụng trong vai trò lính bắn tỉa tầm xa. Kỵ binh Tống sử dụng một loạt loại vũ khí khác nhau bao gồm phủ thương, kiếm, cung, giáo và hỏa thương.

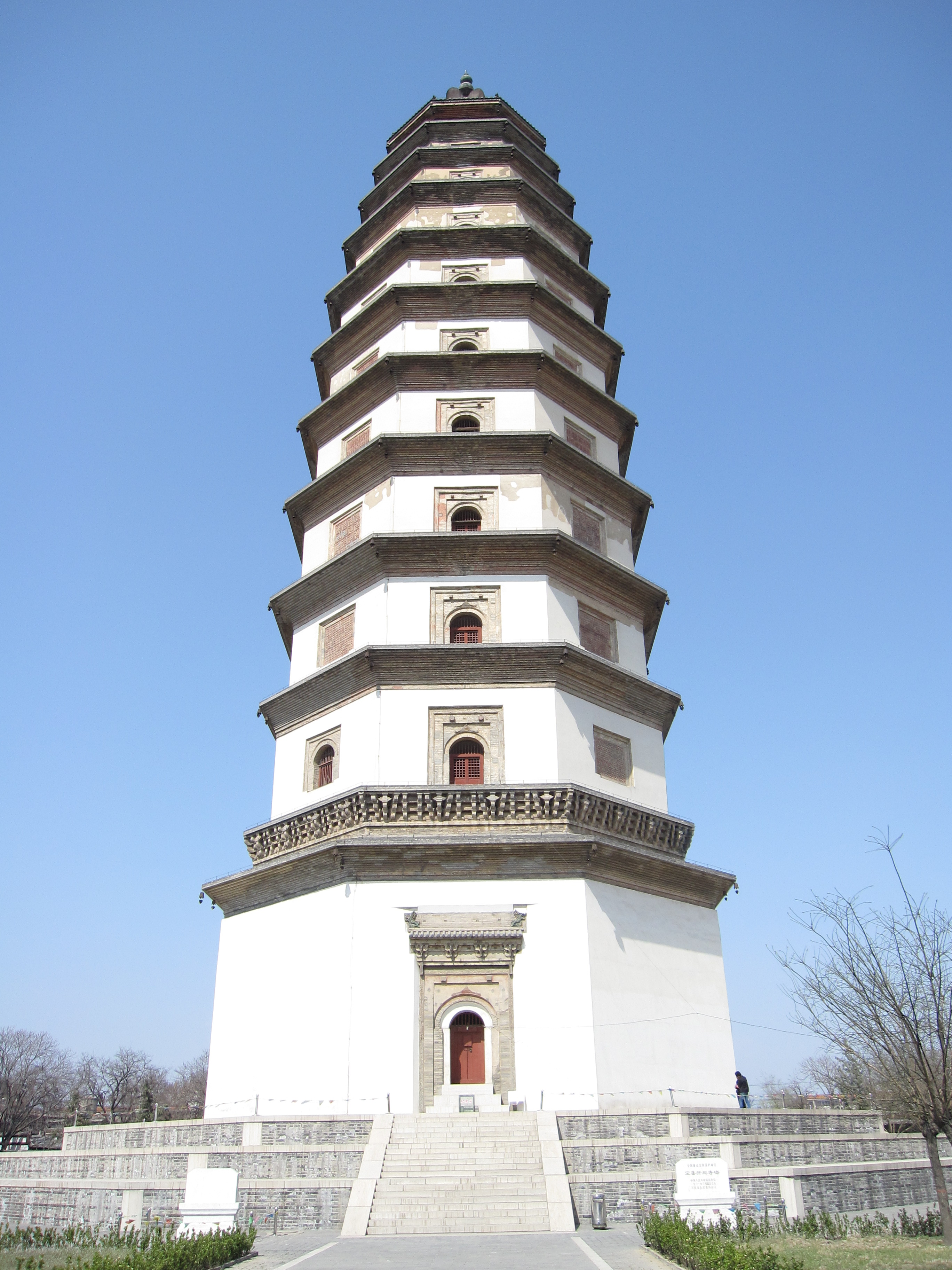
Liệu Địch tháp, tháp chùa cao nhất Trung Quốc thời tiền hiện đại, được xây dựng vào năm 1055. Ban đầu được dự định chỉ đơn thuần là một công trình kiến trúc Phật giáo, nhưng sau đó dần được sử dụng như một tháp canh quân sự.

Chiến lược quân sự và huấn luyện quân sự được xem xét như những ngành khoa học có thể nghiên cứu, hoàn thiện. Binh sĩ được kiểm tra kỹ năng sử dụng thành thạo vũ khí và năng lực vận động thể chất. Quân đội được huấn luyện sao cho biết cách tiến lên khi cờ hiệu được vẫy, dừng lại khi có tiếng chuông và tiếng trống.
Hải quân Tống đóng vai trò quan trọng trong quá trình củng cố đế quốc vào thế kỷ thứ 10; trong cuộc chiến với Nam Đường, họ đã tập trung bảo vệ nhiều cây cầu phao lớn bắc qua sông Dương Tử để bảo đảm hoạt động hành quân và tiếp vận. Hải quân Tống sở hữu những tàu chiến cỡ lớn có thể chứa được 1 nghìn binh sĩ trên boong. Tàu chiến mái guồng di chuyển nhanh được xem như phương tiện cơ giới thiết yếu trong bất kỳ trận hải chiến thành công nào.
Trong trận chiến ngày 23 tháng 1 năm 971, làn mưa tên từ các tay nỏ bên phía quân Tống đã tiêu diệt quân đoàn voi chiến của Nam Hán. Trận thua này không chỉ đánh dấu sự khuất phục của Nam Hán trước nhà Tống, mà còn là lần cuối cùng đơn vị voi chiến được sử dụng như một sư đoàn chính quy trong quân đội Trung Quốc.
Có tổng cộng 347 luận thuyết quân sự được viết vào thời nhà Tống, thống kê trong Tống sử. Tuy nhiên, chỉ một số ít còn tồn tại tới ngày nay, chẳng hạn như Vũ kinh tổng yếu ra đời năm 1044. Đây là cuốn sách liệt kê công thức thuốc súng đầu tiên được biết đến, đưa ra nhiều công thức thích hợp áp dụng cho một số loại bom thuốc súng khác nhau. Ngoài ra, Vũ kinh tổng yếu cũng cung cấp mô tả, thông tin chi tiết và hướng dẫn bảo trì, sửa chữa các bộ phận, thiết bị thành phần của súng phun lửa bơm pít tông đôi.

### Nghệ thuật, văn học và triết học

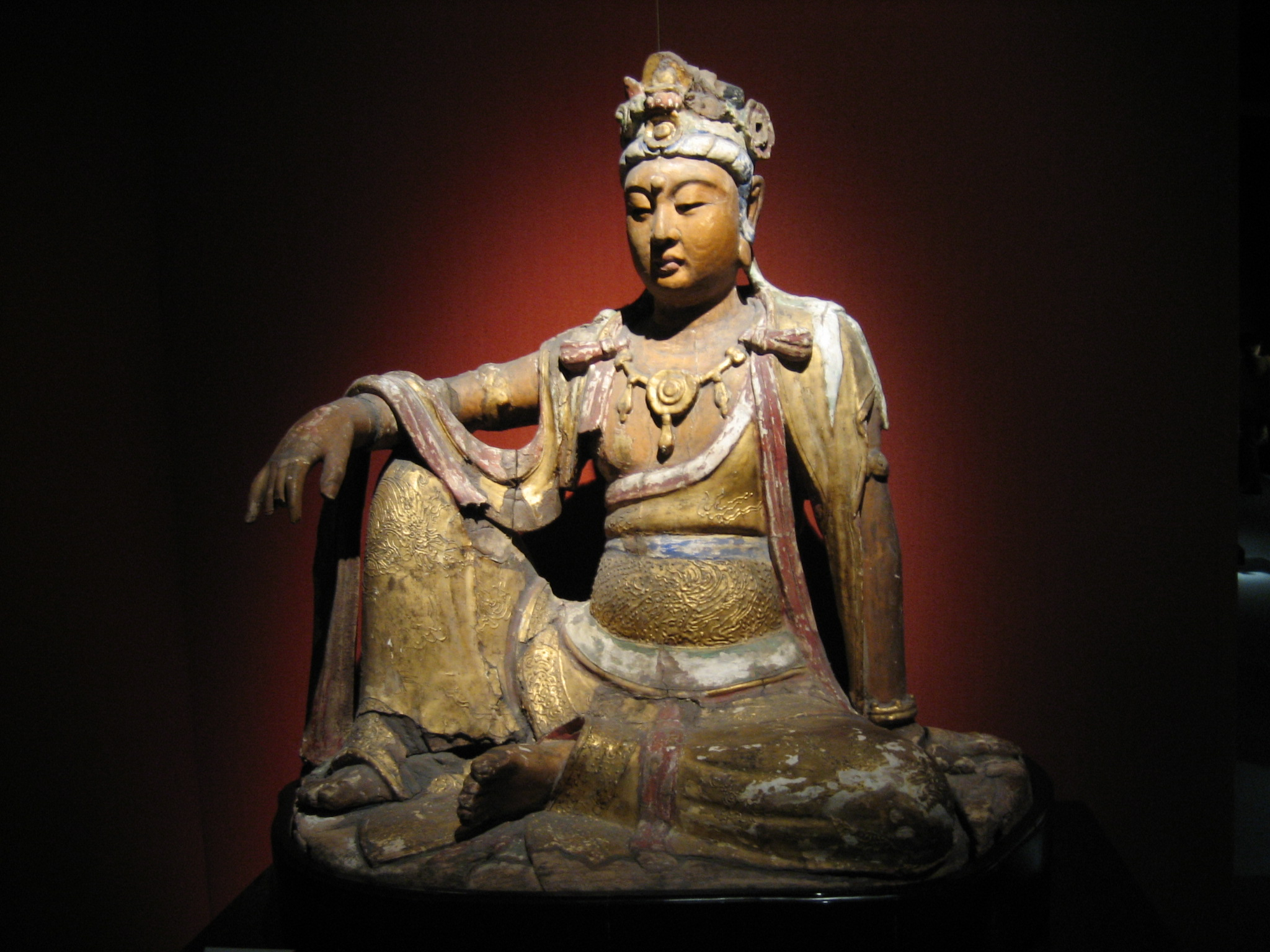
Tượng Bồ Tát bằng gỗ từ thời nhà Tống (960–1279).

Nghệ thuật thị giác được nâng tầm nhờ những tiến bộ mới trong các lĩnh vực như vẽ tranh phong cảnh, tranh chân dung. Thân sĩ dành thời gian rảnh rỗi để vẽ tranh, làm thơ hoặc viết thư pháp. Nhà thơ kiêm chính khách Tô Đông Pha cùng cộng sự Mễ Phất (1051–1107) rất thích sưu tầm đồ cổ, thường mượn hoặc mua các tác phẩm nghệ thuật về để nghiên cứu và sao chép. Thơ ca và văn học hưởng lợi nhờ sự phổ biển, phát triển của thể thơ từ. Một số lượng lớn bách khoa toàn thư đã được biên soạn, bao gồm các tác phẩm sử học và hàng chục chuyên luận về chủ đề kỹ thuật. Bộ thông sử đồ sộ Tư trị thông giám bao gồm 1 nghìn tập, chứa 9,4 triệu Hán tự. Thể loại văn học du ký phổ biến với các tác phẩm của Tô Đông Pha và nhà địa lý học Phạm Thành Đại (1126–1193). Trong Thạch chung sơn ký, Tô Đông Pha sử dụng lối bài luận thuyết phục để lập luận cho một quan điểm triết học. Mặc dù đã có dạng sơ khai từ thế kỷ thứ nhất, tới thời nhà Tống, một loại địa chí hoàn thiện gọi là phương chí mới ra đời, thay thế cho đồ kinh truyền thống.
Hoàng cung có rất nhiều họa sĩ, nhà thư pháp, nhà thơ và người kể chuyện. Tống Huy Tông tích cực bảo trợ nghệ thuật và là một nghệ sĩ có tiếng, danh mục bộ sưu tập của ông được liệt kê có hơn 6 nghìn bức tranh. Trương Trạch Đoan (1085–1145) là ví dụ điển hình cho một họa sĩ cung đình được trọng vọng, tác giả của bức tranh toàn cảnh quy mô Thanh minh thượng hà đồ. Tống Cao Tông khởi xướng một dự án nghệ thuật lớn trong thời trị vì của ông, mang tên Hồ già thập bát phách, lấy cảm hứng từ cuộc đời Thái Văn Cơ (sinh. 177). Hồ gia thập bát phách là cử chỉ ngoại giao mà Tống Cao Tông dành cho nhà Kim trong thời gian ông thương lượng để người Nữ Chân chịu thả mẹ mình.

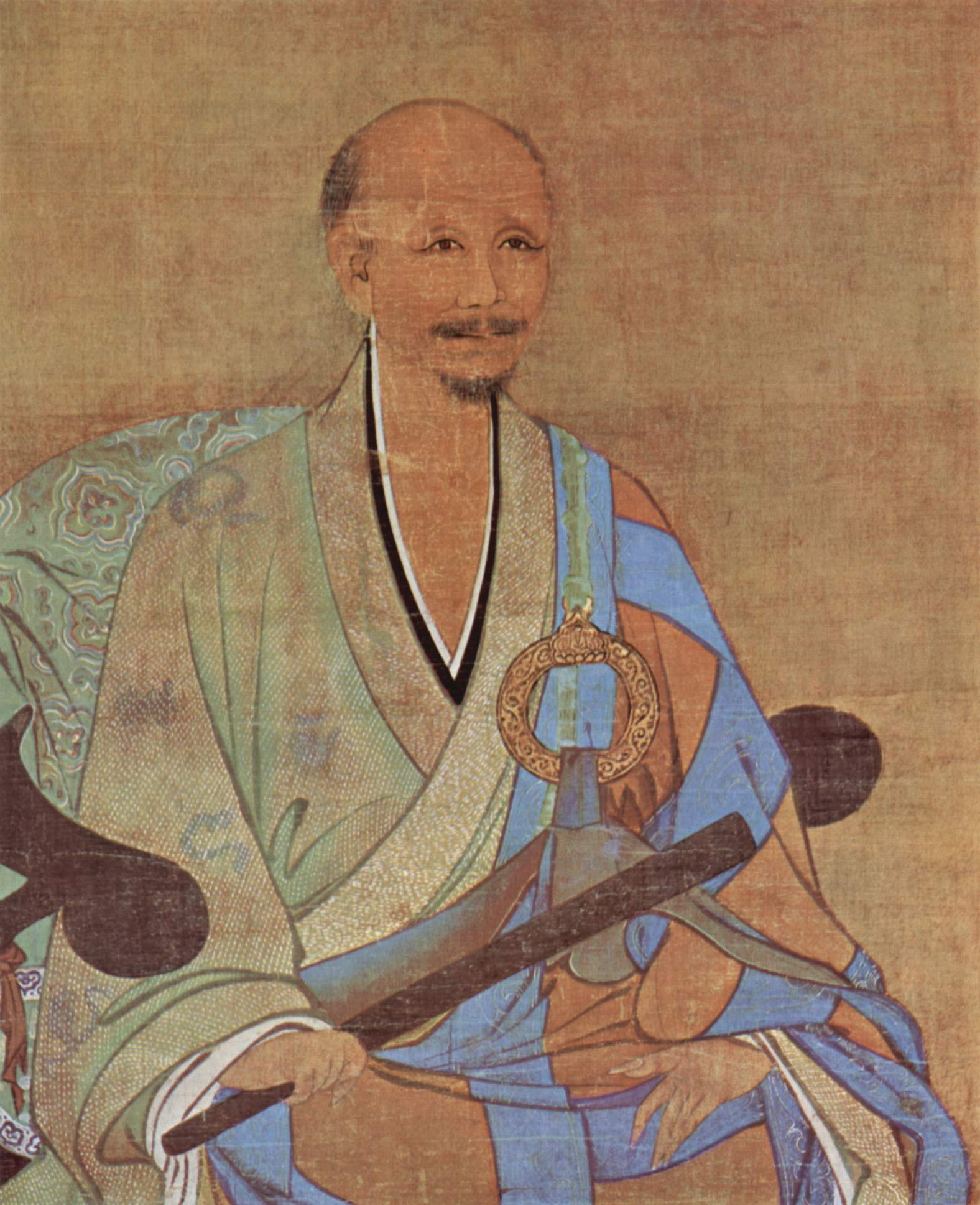
Chân dung Thiền sư Trung Quốc Vô Chuẩn Sư Phạm, được vẽ vào năm 1238.

Về triết học, Phật giáo Trung Quốc đã suy giảm ảnh hưởng nhưng vẫn giữ được vị thế trong lĩnh vực nghệ thuật và trong hoạt động từ thiện ở các tu viện. Phật giáo tác động sâu sắc đến phong trào Tân Nho giáo mới chớm nở, do Trình Di (1033–1107) và Chu Hi lãnh đạo. Phật giáo Đại thừa ảnh hướng đến Phạm Trọng Yêm và Vương An Thạch thông qua quan niệm về chủ nghĩa phổ quát đạo đức. Trong khi đó, siêu hình học Phật giáo chi phối học thuyết tiền Tân Nho giáo của Trình Di. Chính các tác phẩm triết học của Trình Di đã tác động tới Chu Hi. Mặc dù các công trình của Chu Hi không được đồng nghiệp đương thời chấp nhận, việc ông bình luận và nhấn mạnh bốn tác phẩm Nho học kinh điển trong bộ Tứ thư như tài liệu Nho giáo nhập môn đã hình thành nên cơ sở của học thuyết Tân Nho giáo. Đến năm 1241, dưới sự bảo trợ của Tống Lý Tông, bộ Tứ thư và lời bình kèm theo của Chu Hi trở thành học liệu tiêu chuẩn dành cho những thí sinh muốn đỗ đạt khoa cử. Hai quốc gia Đông Á là Nhật Bản và Hàn Quốc cũng áp dụng giáo trình của Chu Hi, lần lượt gọi nó với cái tên Shushigaku (朱子學) và Jujahak (주자학). Ảnh hưởng liên tục của Phật giáo có thể thấy trong nhiều tác phẩm hội họa như La hán tẩy sam của Lâm Đình Khuê. Tuy nhiên, Phật giáo bị một số người chỉ trích hoặc thậm chí là khinh bỉ. Chính khách kiêm sử gia Âu Dương Tu (1007–1072) gọi tôn giáo này là một "lời nguyền" chỉ có thể được phá giải bằng cách nhổ bỏ khỏi văn hóa Trung Hoa và thay thế bằng diễn ngôn Nho giáo. Phật giáo sẽ không thể nào thực sự phục hưng nếu nhà Nguyên không cai trị Trung Quốc kéo theo sự bảo trợ mà Hốt Tất Liệt dành cho Phật giáo Tây Tạng và nhà sư Bát Tư Ba trong vai trò lạt-ma lãnh đạo. Cảnh giáo, một tông phái Cơ Đốc giáo du nhập vào Trung Quốc từ thời nhà Đường, cũng sẽ được hồi sinh dưới sự cai trị của người Mông Cổ.

### Ẩm thực và phục trang

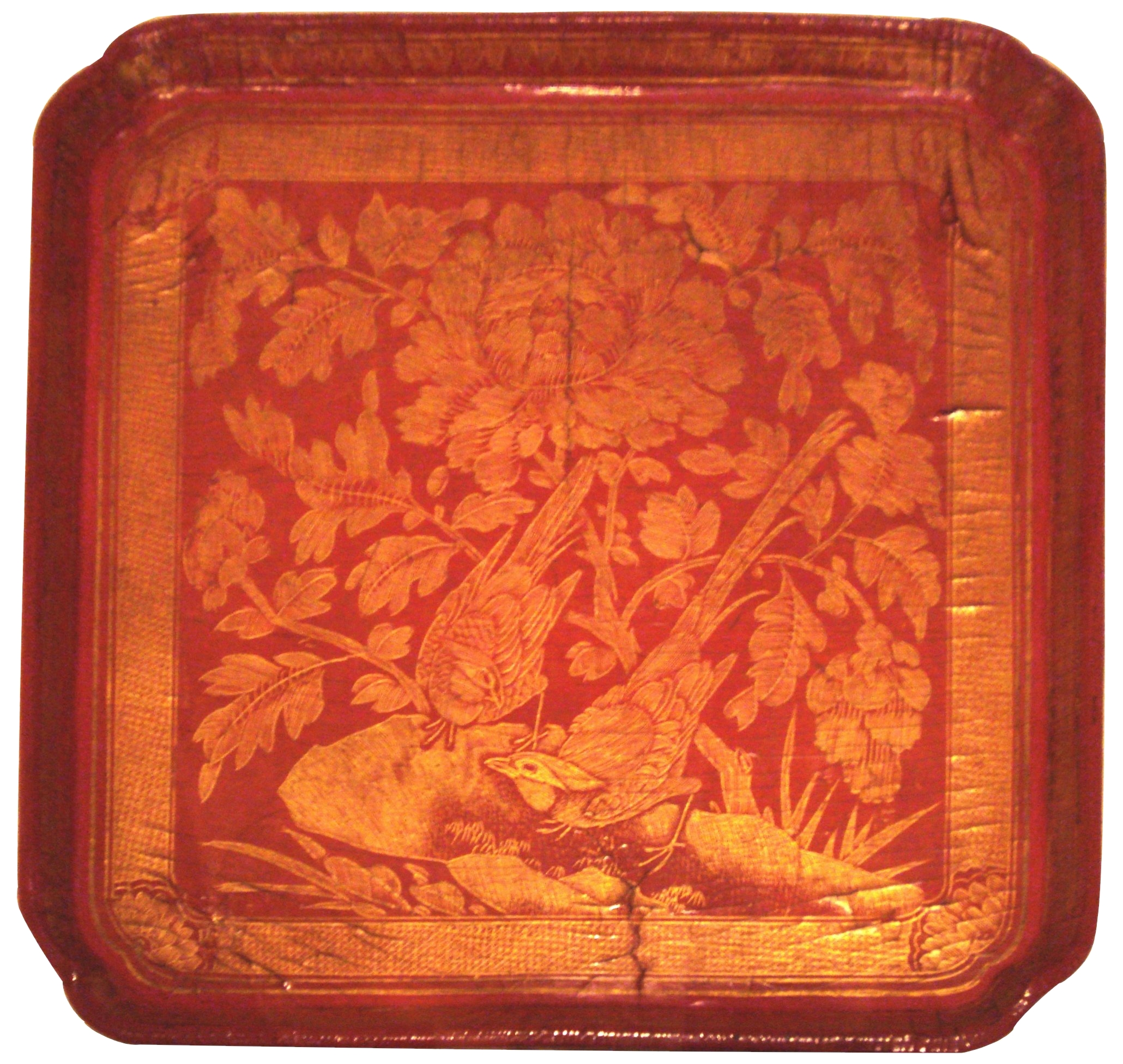
Một khay đựng thức ăn bằng sơn mài màu đỏ với thiết kế khắc hình hoa mẫu đơn và hai con chim đuôi dài, có niên đại từ thế kỷ 12 đến đầu thế kỷ 13.

Luật cấm xa hoa quy định những loại thực phẩm được ăn, loại trang phục được mặc của mỗi người dân, tùy theo địa vị và tầng lớp xã hội. Quần áo được làm bằng vải gai dầu hoặc bông, giới hạn hai màu tiêu chuẩn là đen và trắng. Nông dân, binh sĩ, nghệ nhân và thương gia mặc quần dài. Thương gia giàu sang thì có quyền mặc nhiều loại quần áo trang trí công phu và áo cánh dài qua thắt lưng. Trang phục quy chuẩn của sĩ đại phu được xác định một cách chặt chẽ theo hệ thống thứ hạng xã hội. Tuy nhiên, theo thời gian, những quy tắc về trang phục dựa trên phẩm bậc của quan chức dần không còn được chấp hành nghiêm túc. Quan chức biểu lộ địa vị thông qua những chiếc áo bào truyền thống dài chấm đất, có màu sắc đa dạng; thể hiện phẩm bậc thông qua các loại mũ mão hoặc đai lưng cụ thể.
Phụ nữ mặc áo dài, áo cánh dài đến đầu gối, váy, áo khoác dài tay, ngắn tay, nếu khá giả thì còn có thể đeo thêm khăn quàng cổ tím quanh vai. Sự khác biệt chính trong trang phục của phụ nữ so với nam giới là chúng được buộc thít ở bên trái, thay vì bên phải.
Món ăn chính trong khẩu phần ăn của những người thuộc tầng lớp thấp vẫn là cơm trắng, thịt lợn và cá muối. Năm 1011, thời Tống Chân Tông, Vương quốc Chăm Pa gửi 3 vạn giạ lúa giống làm cống vật cho nhà Tống. Lúa Chăm Pa chịu hạn tốt, phát triển đủ nhanh để nông dân có thể thu hoạch hai thay vì chỉ một vụ mùa mỗi năm.
Thực đơn nhà hàng và tửu quán thời nhà Tống đều được ghi chép lại. Những thực đơn này liệt kê yêu cầu dành cho các buổi lễ ăn hỏi, yến tiệc, lễ hội. Chúng bật mí một chế độ ăn uống đa dạng, xa hoa dành cho những người thuộc tầng lớp thượng lưu. Thời điểm này, sản phẩm từ sữa rất hiếm xuất hiện trong ẩm thực đương thời. Thịt bò cũng ít khi được tiêu thụ vì bò đực là loài động vật có giá trị sức kéo và thịt chó thì không có trong chế độ ăn uống của người giàu. Mặc dù dân nghèo có thể chọn ăn thịt chó khi cần thiết, nhưng đó cũng không phải là món ăn trong chế độ ăn uống thông thường của họ. Người dân thường tiêu thụ quả chà là, táo tàu, lê, mơ, mận hậu, nước lê, nước vải ép, đồ uống mật ong trộn gừng; dùng nhiều loại gia vị như ớt Tứ Xuyên, gừng, xì dầu, dầu thực vật, dầu mè, muối và giấm.

## Kinh tế

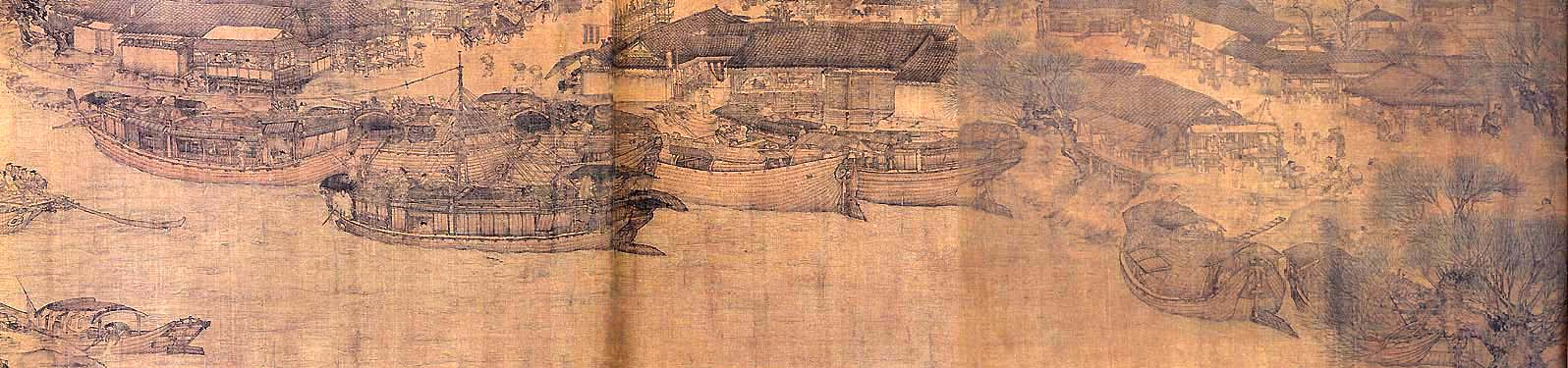
Tàu Trung Quốc trong bức tranh Thanh minh thượng hà đồ của Trương Trạch Đoan (1085–1145); Các tàu Trung Quốc thời nhà Tống đã có vách ngăn kín nước ở phần thân tàu.

Nhà Tống có một trong những nền kinh tế thịnh vượng và phát triển nhất thế giới trung cổ. Người Trung Quốc đầu tư tiền vào các công ty cổ phần cùng rất nhiều tàu buồm, khi mà lợi nhuận tiền tệ được đảm bảo từ hoạt động thương mại trong và ngoài nước sôi động dọc theo kênh Đại Vận Hà và sông Dương Tử. Doanh nghiệp tư nhân và những gia đình thương nhân có tiếng được phép chiếm lĩnh các ngành công nghiệp chưa bị nhà nước độc quyền. Cả công nghiệp tư nhân và công nghiệp do chính quyền kiểm soát đều đủ sức theo kịp tốc độ gia tăng dân số. Nghệ nhân, thương nhân thành lập nhiều phường hội, buộc chính quyền phải tìm cách đối phó mỗi khi tiến hành đánh thuế, trưng dụng hàng hóa, đặt giá cả tiêu chuẩn và mức lương tối thiểu cho người lao động.
Ngành công nghiệp sắt có sự tham gia của các nhà khởi nghiệp tư nhân với lò luyện của riêng họ và các cơ sở nấu luyện sắt do chính quyền giám sát. Nền kinh tế nhà Tống đủ ổn định để sản xuất hơn một trăm triệu kilôgam sản phẩm bằng sắt mỗi năm. Nạn phá rừng quy mô lớn ở Trung Quốc sẽ còn tiếp tục xảy ra nếu không có sự đổi mới từ thế kỷ 11, khi người ta sử dụng than đá thay cho than củi trong các lò cao nấu gang. Sắt được dùng chủ yếu để chế tạo vũ khí và áo giáp cho quân đội, một phần dùng để đúc nhiều sản phẩm thiết yếu, đáp ứng nhu cầu nội địa ngày càng gia tăng. Giao thương sản phẩm bằng sắt phát triển nhờ hệ thống kênh đào mới xây dựng, tạo điều kiện thuận lợi để dòng sản phẩm từ các trung tâm sản xuất có thể tiếp cận thị trường lớn ở kinh đô.

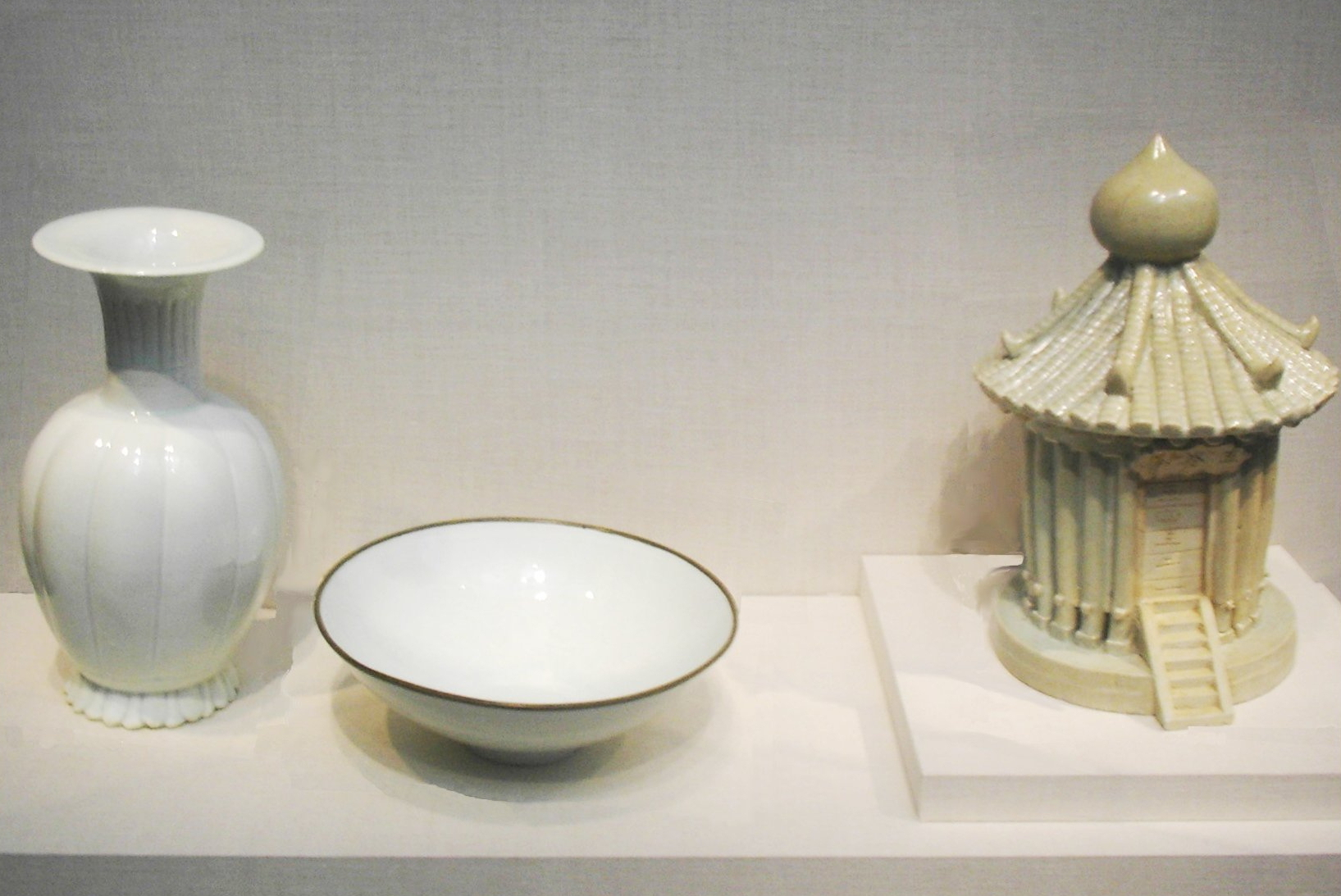
Trái: Một chiếc bình gốm sứ thời Bắc Tống với men gốm trong suốt có tông màu xanh lam, từ Cảnh Đức Trấn, thế kỷ 11; Giữa: Một chiếc bát sứ quý thời Bắc hoặc Nam Tống với trang trí hoa sen khía, viền kim loại và men tráng màu xanh lam trong suốt, từ Cảnh Đức Trấn, thế kỷ 12 hoặc 13; Phải: Mô hình thu nhỏ của một kho thóc thời Nam Tống với nắp mái và ô cửa có thể tháo rời, đồ sứ thanh bạch với men xanh lam trong suốt, Cảnh Đức Trấn, thế kỷ 13.

Năm 1085, số lượng tiền xu mà nhà Tống đúc thường niên đã chạm mức sáu tỷ đồng. Chính quyền nhà Tống là chính quyền đầu tiên trên thế giới phát hành tiền giấy. Để phục vụ hoạt động in tiền, triều đình thành lập một số công xưởng do nhà nước điều hành ở Huệ Châu, Thành Đô, Hàng Châu và An Kỳ. Có rất đông lao động làm việc trong các công xưởng này. Năm 1175, người ta ghi nhận hơn một nghìn nhân công làm việc trong công xưởng Hàng Châu mỗi ngày.
Sức mạnh kinh tế của nhà Tống ảnh hưởng mạnh mẽ tới nền kinh tế của các quốc gia khác. Trong ghi chép của mình vào năm 1154, nhà địa lý học người Ma rốc al-Idrisi từng mô tả về năng lực xuất chúng của những đoàn tàu buôn Trung Quốc ở Ấn Độ Dương trong các chuyến hải trình thường niên, mang sắt thép, đao kiếm, nhung lụa và nhiều loại hàng dệt may khác tới Aden, sông Ấn và sông Euphartes. Ở chiều ngược lại, người nước ngoài cũng có những tác động nhất định tới nền kinh tế Trung Quốc. Nhiều người Hồi giáo Tây Á và Trung Á sang Trung Quốc buôn bán, trở thành lực lượng ưu việt trong ngành xuất nhập khẩu, thậm chí còn được bổ nhiệm làm cán bộ giám sát các vấn đề kinh tế. Giao thương đường biển với Đông Nam Á, thế giới Ấn Độ giáo, thế giới Hồi giáo và Đông Phi đã mang lại cho các thương gia khoản tài sản kếch xù và thúc đẩy ngành đóng tàu ở Phúc Kiến phát triển vượt bậc. Tuy nhiên, việc tham gia vào các dự án dài hạn ở hải ngoại tiềm ẩn nhiều rủi ro. Để giảm thiểu nguy cơ mất tiền oan khi đầu tư vào thương mại hàng hải với nước ngoài, Ebrey, Walthall và Plais thuật lại:
Các nhà đầu tư [thời nhà Tống] thường chia khoản đầu tư của họ cho nhiều con tàu và mỗi con tàu lại có nhiều nhà đầu tư đứng sau. Một nhà quan sát từng cho rằng chính sự háo hức hùn vốn vào thương mại nước ngoài đã tạo nên dòng thất thoát tiền đồng. Ông viết, 'Dân ven biển biết rất rõ thương nhân ngoại quốc vì là đồng hương hoặc người quen...Họ cho thương nhân tiền để mang theo tàu, mua rồi đem về hàng hóa nước ngoài. Đầu tư từ mười đến một trăm quan tiền, người dân thường xuyên thu về lợi nhuận vài trăm phần trăm.' 

## Khoa học và kỹ thuật

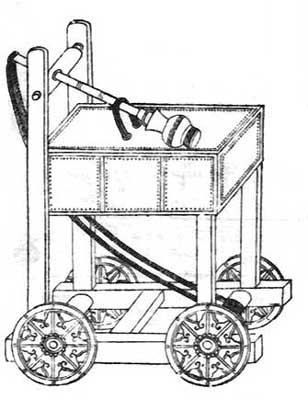
Hình minh họa máy phóng trebuchet từ bản thảo Vũ kinh tổng yếu năm 1044. Những chiếc máy phóng như thế này được sử dụng để phóng loại bom nổ sơ khai nhất.

### Chiến tranh thuốc súng
Nhờ sự có mặt của thuốc súng, những tiến bộ trong công nghệ vũ khí – như súng phun lửa sơ khai, lựu đạn nổ, hỏa thương, súng thần công và mìn – đã giúp nhà Tống đánh đuổi nhiều kẻ thù cho đến khi diệt vong vào cuối thế kỷ 13. Vũ kinh tổng yếu ra đời năm 1044, là cuốn sách đầu tiên trong lịch sử cung cấp công thức thuốc súng và cách áp dụng cụ thể cho từng loại bom khác nhau. Năm 1259, khi đang giao chiến với quân Mông Cổ, viên quan Lý Tăng Bá viết trong Khả trai tạp khảo rằng thành Thanh Châu gửi tới Tương Dương và Dĩnh Châu khoảng một đến hai vạn quả bom vỏ sắt cùng một lúc, đồng thời vẫn đang tiếp tục chế tạo từ một đến hai nghìn quả như vậy mỗi tháng. Ở bên kia chiến tuyến, quân Mông Cổ chiêu mộ binh sĩ miền bắc Trung Quốc và dùng chính loại bom thuốc súng kể trên để chiến đấu với quân Tống. Mãi thế kỷ 14, súng cầm tay và súng thần công mới được tìm thấy ở Châu Âu, Ấn Độ và Trung Đông trong giai đoạn đầu của thời đại chiến tranh thuốc súng.

### Đo khoảng cách và định hướng cơ học
Ngay từ thời nhà Hán, khi nhà nước cần đo chính xác quãng đường đi lại trên khắp đế quốc, người Trung Quốc đã biết dùng dụng cụ đo đường cơ học. Hành trình kế Trung Quốc là một cỗ xe có bộ bánh răng được dẫn động nhờ chuyển động xoay của bánh xe; từng đơn vị lý sẽ được đánh dấu bằng tiếng trống hoặc tiếng chuông. Các thông số kỹ thuật của hành trình kế thế kỷ 11 được viết bởi Lư Đạo Long, nhân vật có khá nhiều trích dẫn trong Tống sử. Thời nhà Tống, hành trình kế cũng được kết hợp với một thiết bị cơ khí phức tạp khác gọi là cỗ xe chỉ nam. Cỗ xe chỉ nam, ban đầu được chế tạo bởi Mã Quân vào thế kỷ thứ 3, đặc trưng bởi một bánh răng vi sai cho phép hình nộm gắn trên xe luôn chỉ về hướng nam, bất kể nó chuyển động như thế nào. Bánh răng vi sai hiện nay đã được ứng dụng trong ô tô hiện đại, giúp áp một lượng mô-men xoắn bằng nhau cho bốn bánh xe ngay cả khi chúng đang quay với tốc độ khác nhau.

### Nhà bác học, phát minh và thiên văn học

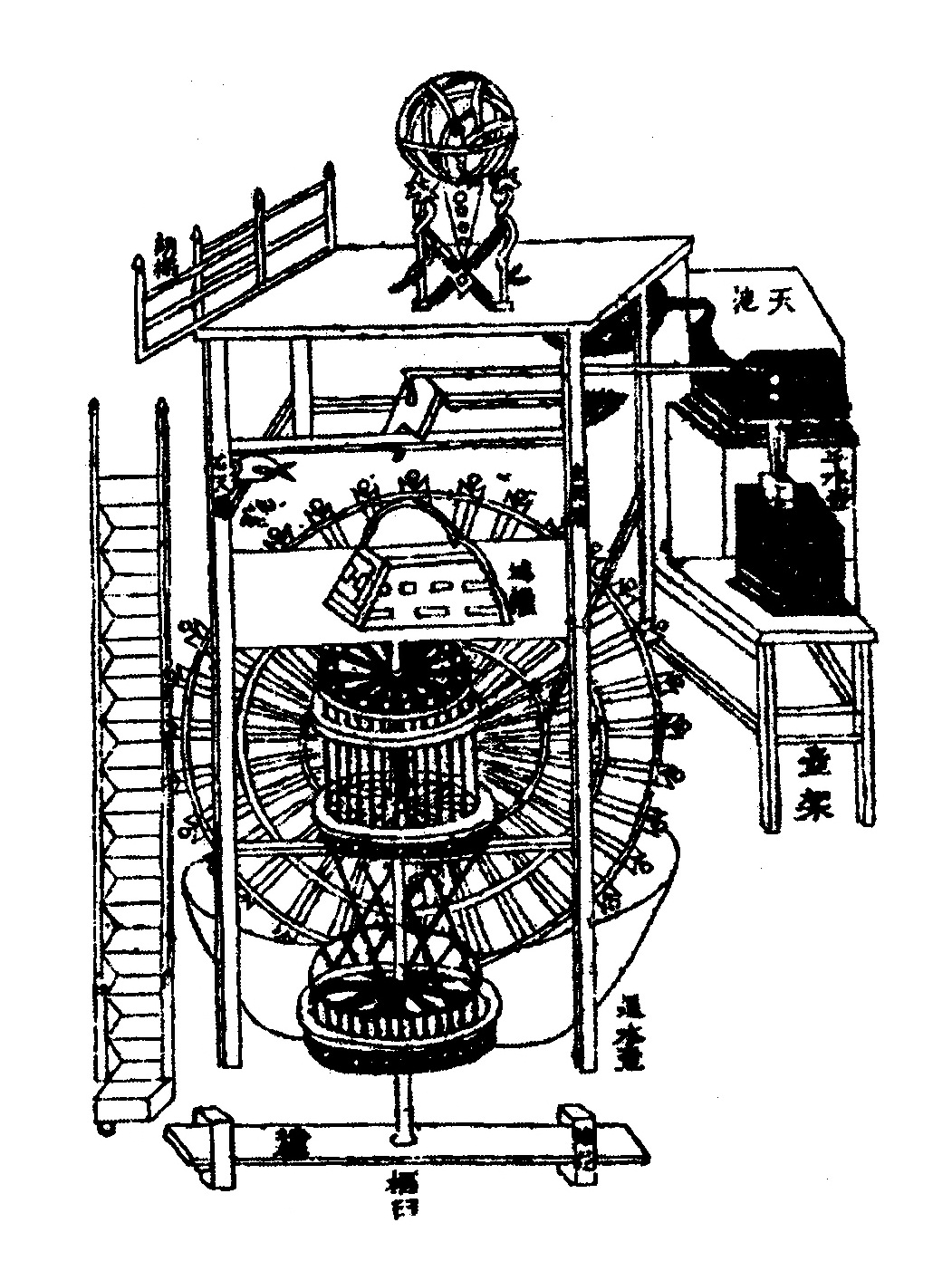
Sơ đồ bên trong tháp đồng hồ thiên văn ở Khai Phong, có trong cuốn sách của Tô Tụng, được viết vào năm 1092 và được xuất bản dưới dạng bản in vào năm 1094.

Các cá nhân như Thẩm Quát (1031–1095) và Tô Tụng (1020–1101) là hiện thân của những nhà bác học có tiến bộ ở tất cả mọi lĩnh vực mà họ nghiên cứu, bao gồm thực vật học, động vật học, địa chất học, khoáng vật học, cơ học, từ học, khí tượng học, kỹ thuật đo thời gian, thiên văn học, dược phẩm, khảo cổ học, toán học, bản đồ học, quang học, phê bình nghệ thuật, thủy lực học, v.v.
Thẩm Quát là người đầu tiên phát hiện ra độ lệch địa từ của hướng bắc trắc địa khi thử nghiệm với la bàn. Ông đưa ra giả thuyết rằng khí hậu đang biến đổi theo thời gian. Thẩm Quát xây dựng một lý thuyết về sự hình thành đất liền, liên quan đến các khái niệm được chấp nhận trong ngành địa mạo học hiện đại. Ông là người thứ hai thí nghiệm quang học với phòng tối, chỉ vài thập kỷ sau khi người đầu tiên là Ibn al-Haytham thực hiện. Thẩm Quát cải tiến thiết kế của một số dụng cụ thiên văn như ống ngắm, thứ cho phép ông cố định vị trí sao Bắc cực (vốn đã dịch chuyển sau nhiều thế kỷ). Nhà bác học này cũng nổi tiếng ở lĩnh vực đồng hồ thủy lực, phát minh ra một loại đồng hồ nước bể tràn có chức năng nội suy bậc cao – hiệu quả hơn so với nội suy tuyến tính – trong việc hiệu chuẩn thước đo thời gian.
Tô Tụng nổi tiếng nhất với chuyên luận về phép đo thời gian viết vào năm 1092, trong đó mô tả và minh họa chi tiết tháp đồng hồ thiên văn cao 12 m chạy nhờ thủy lực của ông, được xây dựng ở Khai Phong. Tháp đồng hồ có một hỗn thiên nghi và một thiên cầu lớn đều được điểu khiển bởi một cơ cấu bộ thoát sơ khai hoạt động không liên tục (tương tự như bộ thoát verge trong máy đồng hồ trung cổ ở phương tây, có nguồn gốc từ máy đồng hồ thời cổ đại Hy–La). Nó còn được trang bị một bánh răng xoay với 133 hình nộm được hẹn giờ để quay qua các cánh cửa chớp đã đóng, đồng thời rung chuông, đánh trống và trình bảng thông báo. Trong cuốn sách của mình, Tô Tụng xuất bản một tập bản đồ thiên thể gồm năm biểu đồ chiêm tinh. Những biểu đồ này có phép chiếu hình trụ tương tự như phép chiếu Mecrator – phát kiến được Gerardus Mercator giới thiệu trong tấm bản đồ năm 1569 của ông.
Người Trung Quốc thời nhà Tống cũng dành thời gian để quan sát siêu tân tinh. Bình đồ địa cầu Tô Châu thạch khắc thiên văn đồ vốn được chuẩn bị vào năm 1193, để chỉ dẫn thái tử về những phát hiện thiên văn học. Vài thập kỷ sau, nó mới được khắc lên đá.

### Toán học và bản đồ học

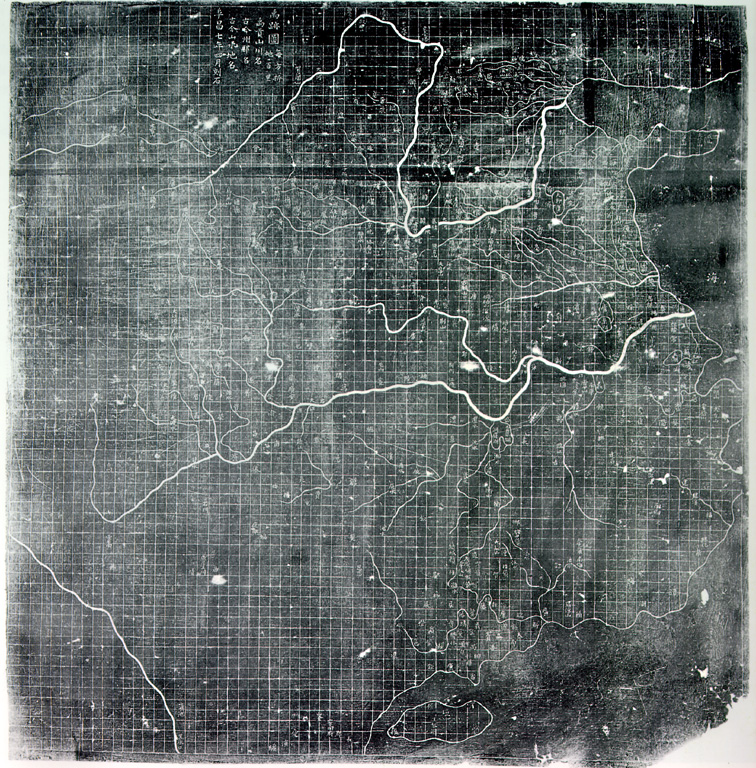
Vũ tích đồ được chạm khắc lên đá vào năm 1137, nằm trong Rừng bia Tây An. Bản đồ hình vuông cạnh 0,91 m này có tỷ lệ chia độ là 100 lý cho mỗi ô lưới chữ nhật. Đường bờ biển và hệ thống sông ngòi của Trung Quốc được xác định rõ ràng và chính xác trên bản đồ.

Toán học Trung Quốc có rất nhiều bước tiến đáng chú ý trong thời nhà Tống. Tam giác Pascal có hình minh họa sớm nhất ở Trung Quốc trong một cuốn sách xuất bản năm 1261 của nhà toán học Dương Huy, mặc dù từng được mô tả trước đó bởi Giả Hiến, vào khoảng năm 1100. Dương Huy đưa ra những quy tắc để xây dựng các sắp xếp tổ hợp trong ma phương, cung cấp bằng chứng lý thuyết cho mệnh đề thứ bốn mươi ba của Euclid về hình bình hành và là người đầu tiên sử dụng hệ số âm của 'x' trong phương trình bậc hai. Tần Cửu Thiều cùng thời với Dương Huy, là người đầu tiên đưa ký hiệu số 0 vào toán học Trung Quốc; trước đó, với bộ que tính, người ta dùng khoảng trống để biểu đạt giá trị 0. Ông cũng được biết đến với việc nghiên cứu định lý số dư Trung Quốc, công thức Heron và dữ liệu thiên văn dùng để xác định ngày đông chí. Tác phẩm lớn nhất của Tần Cửu Thiều, Số thư cửu chương, phát hành vào năm 1247.
Hình học là nhân tố không thể thiếu trong ngành trắc địa và bản đồ học. Bản đồ Trung Quốc lâu đời nhất còn tồn tại có niên đại vào khoảng thế kỷ thứ 4 trước Công nguyên, nhưng mãi tới thời của Bùi Tú (224–271), độ cao địa hình, lưới tọa độ hình chữ nhật và tỷ lệ khoảng cách chia độ tiêu chuẩn mới được đưa vào bản đồ địa lý. Tiếp nối những công trình sẵn có, Thẩm Quát đã chế tạo nên một mô hình địa hình. Ông sử dụng tỷ lệ thống nhất 1:900.000 khi vẽ bản đồ. Một tấm bản đồ hình vuông có cạnh khoảng 0,9 m – được khắc trên đá vào năm 1137 – tuân theo tỷ lệ lưới tọa độ thống nhất là cứ 100 lý cho mỗi ô vuông, phác thảo chính xác đường nét sông ngòi, bờ biển ở Trung Quốc, kéo dài tới tận Ấn Độ. Bản đồ địa hình cổ nhất được biết đến trên thế giới ở dạng bản in, đến từ bộ bách khoa toàn thư do Dương Giai biên tập vào năm 1155, hiển thị miền tây Trung Quốc mà không có lưới tọa độ – yếu tố đặc trưng ở những tấm bản đồ Trung Quốc khác được vẽ chuyên nghiệp hơn. Mặc dù địa chí đã có từ năm 52 thời nhà Hán và địa chí kèm theo bản đồ minh họa (gọi là đồ kinh) đã xuất hiện từ thời nhà Tùy, nhưng địa chí minh họa phổ biến hơn nhiều vào thời nhà Tống, khi người ta dùng nó chủ yếu để phục vụ mục đính chính trị, hành chính và quân sự.

### Kỹ thuật in chữ rời

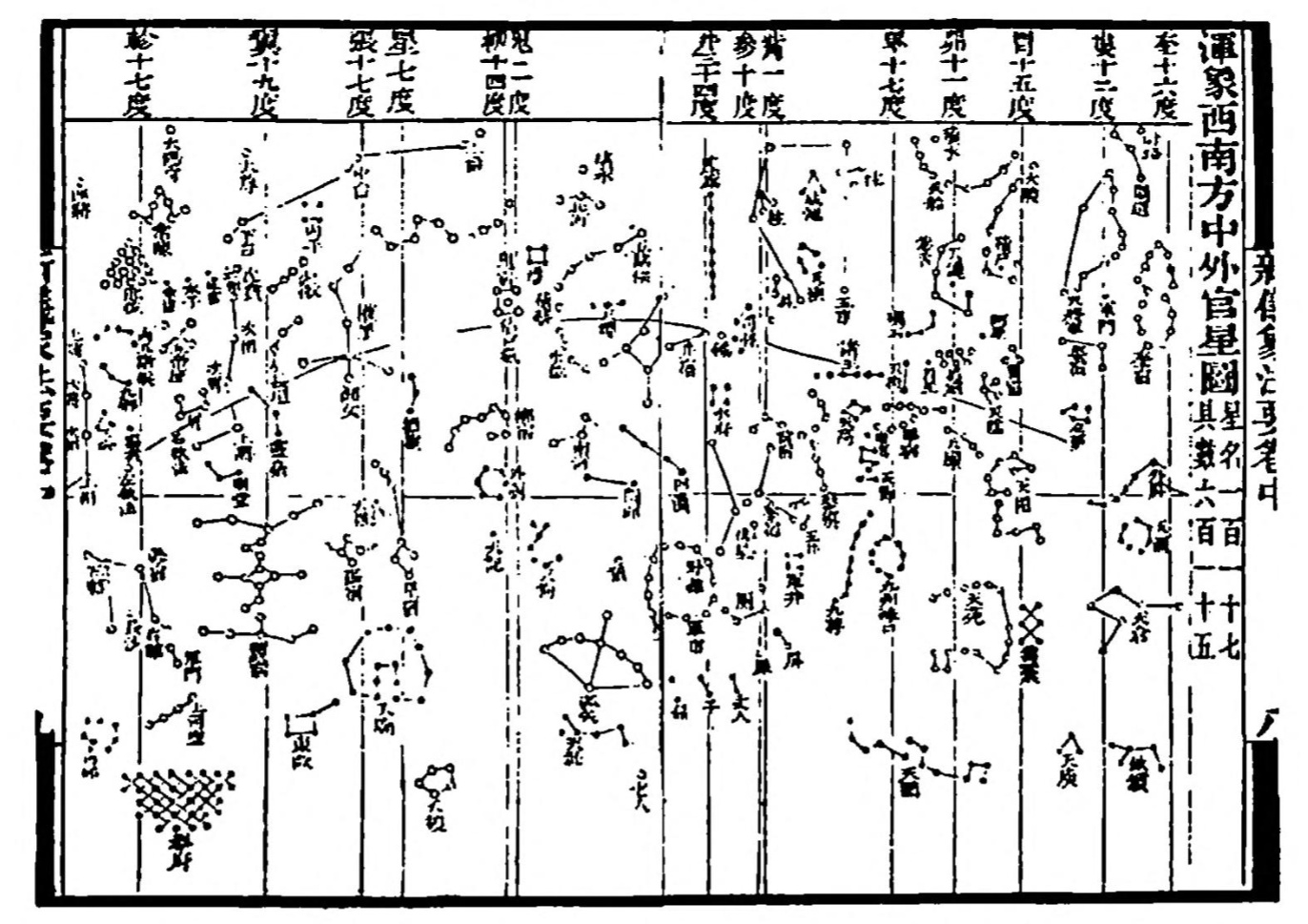
Một biểu đồ chiêm tinh từ cuốn Tân nghi tượng pháp yếu của Tô Tụng xuất bản năm 1092, có phép chiếu hình trụ tương tự như phép chiếu Mercator. Vị trí sao Bắc cực đã được hiệu chỉnh nhờ các quan sát thiên văn của Thẩm Quát. Tập bản đồ thiên thể của Tô Tụng thực sự là bản in lâu đời nhất.

Kỹ thuật in chữ rời do Tất Thăng (990–1051) phát minh, lần đầu được mô tả bởi nhà khoa học kiêm chính khách Thẩm Quát trong cuốn Mộng khê bút đàm năm 1088 của ông. Bộ phôi chữ bằng đất sét nung đời đầu của Tất Thăng được truyền lại cho một người cháu của Thẩm Quát và được bảo quản rất cẩn thận. Sự xuất hiện của chữ rời đã khuyến khích việc sử dụng rộng rãi các phương pháp in âm bản để in hàng nghìn tài liệu và một khối lượng lớn văn học viết, được tiêu thụ mạnh mẽ bởi cộng đồng người đọc sách đang phát triển. Tiến bộ trong ngành in ảnh hưởng sâu sắc tới nền giáo dục và cả tầng lớp sĩ đại phu, vì số lượng sách ngày càng nhiều còn sách in hàng loạt thì rẻ hơn so với sách chép tay tốn công. Do đó, sự phát triển của ngành in và văn hóa in ấn là chất xúc tác trực tiếp thúc đẩy tính linh hoạt xã hội và mở rộng quy mô của tầng lớp học giả tinh hoa – đáng kể nhất là trong khoảng thế kỷ 11 đến thế kỷ 13.
Chữ rời do Tất Thăng phát minh cuối cùng đã phải nhường chỗ cho mộc bản, vì những hạn chế của hệ thống Hán tự đồ sộ. Tuy nhiên, kỹ thuật in chữ rời vẫn tiếp tục được sử dụng và cải tiến trong những giai đoạn tiếp theo. Sĩ đại phu nhà Nguyên Vương Trinh đã cải thiện quy trình sắp chữ được nhanh hơn, khi thay phôi chữ đất sét của Tất Thăng bằng phôi chữ gỗ và thử nghiệm cả phôi chữ đúc bằng thiếc. Năm 1490, Hóa Toại (1439–1513) sinh sống vào thời nhà Minh, cho ra đời bộ phôi chữ bằng kim loại đầu tiên (làm từ đồng). Năm 1638, tờ Kinh báo áp dụng kỹ thuật in chữ rời thay thế cho in mộc bản. Tới thời nhà Thanh, các dự án in ấn lớn bắt đầu sử dụng kỹ thuật in chữ rời. Năm 1725, để in 66 bản sao của cuốn bách khoa toàn thư Cổ kim đồ thư tập thành gồm 5.020 tập, người ta phải chế tác tới 250.000 phôi chữ rời bằng đồng. Đến thế kỷ 19, máy in ép kiểu châu Âu thay thế kỹ thuật in chữ rời cũ của Trung Quốc, trong khi kỹ thuật in mộc bản truyền thống ở Đông Á hiện tại chỉ còn được dùng thưa thớt, chủ yếu mang tính mỹ học.

### Kỹ thuật thủy lực và hàng hải
Điểm đổi mới đáng chú ý nhất trong lĩnh vực hàng hải Trung Quốc thời nhà Tống có lẽ là sự ra đời của la bàn đi biển từ tính, cho phép định hướng chính xác trong môi trường biển khơi, bất kể thời tiết. Kim chỉ nam được mô tả lần đầu trong Mộng khê bút đàm của Thẩm Quát. Chu Úc là người đầu tiên đề cập tới việc thủy thủ sử dụng hữu hiệu kim chỉ nam, trong cuốn Bình châu khả đàm phát hành năm 1119 của mình.  

Hình cắt mặt bên thể hiện nguyên lý hoạt động chung của âu tàu.

Ngoài ra, cũng có nhiều tiến bộ đáng kể khác trong kỹ thuật thủy lực và công nghệ hàng hải vào thời nhà Tống. Phát minh âu tàu vào thế kỷ thứ 10 giúp duy trì mực nước khác nhau ở mỗi đoạn kênh riêng biệt, hỗ trợ đáng kể cho an toàn giao thông kênh đào, nhất là với những sà lan cỡ lớn. Sáng kiến vách ngăn kín nước cho phép tàu có thể nổi ngay cả trong trường hợp thân tàu bị thủng. Vào thế kỷ 11, người Trung Quốc đã dùng xưởng cạn để sửa chữa tàu thuyền. Họ nẹp thanh ngang vào sườn tàu để tăng sức chống chịu nhờ một cấu trúc dạng khung xương. Bánh lái gắn ở đuôi tàu xuất hiện tại Trung Quốc từ thế kỷ thứ 1 với bằng chứng là một mô hình tàu trong lăng mộ thời nhà Hán. Vào thời nhà Tống, người Trung Quốc đã nghĩ ra cách nâng và hạ cơ học bánh lái để tàu có thể di chuyển ở những vùng nước có độ sâu khác nhau. Họ sử dụng mỏ neo có phần răng được sắp xếp theo hình tròn, thay vì theo một hướng. David Graff và Robin Higham khẳng định rằng sự sắp xếp này "khiến mỏ neo đáng tin cậy hơn" khi neo đậu tàu.

### Kỹ thuật kết cấu và kiến trúc

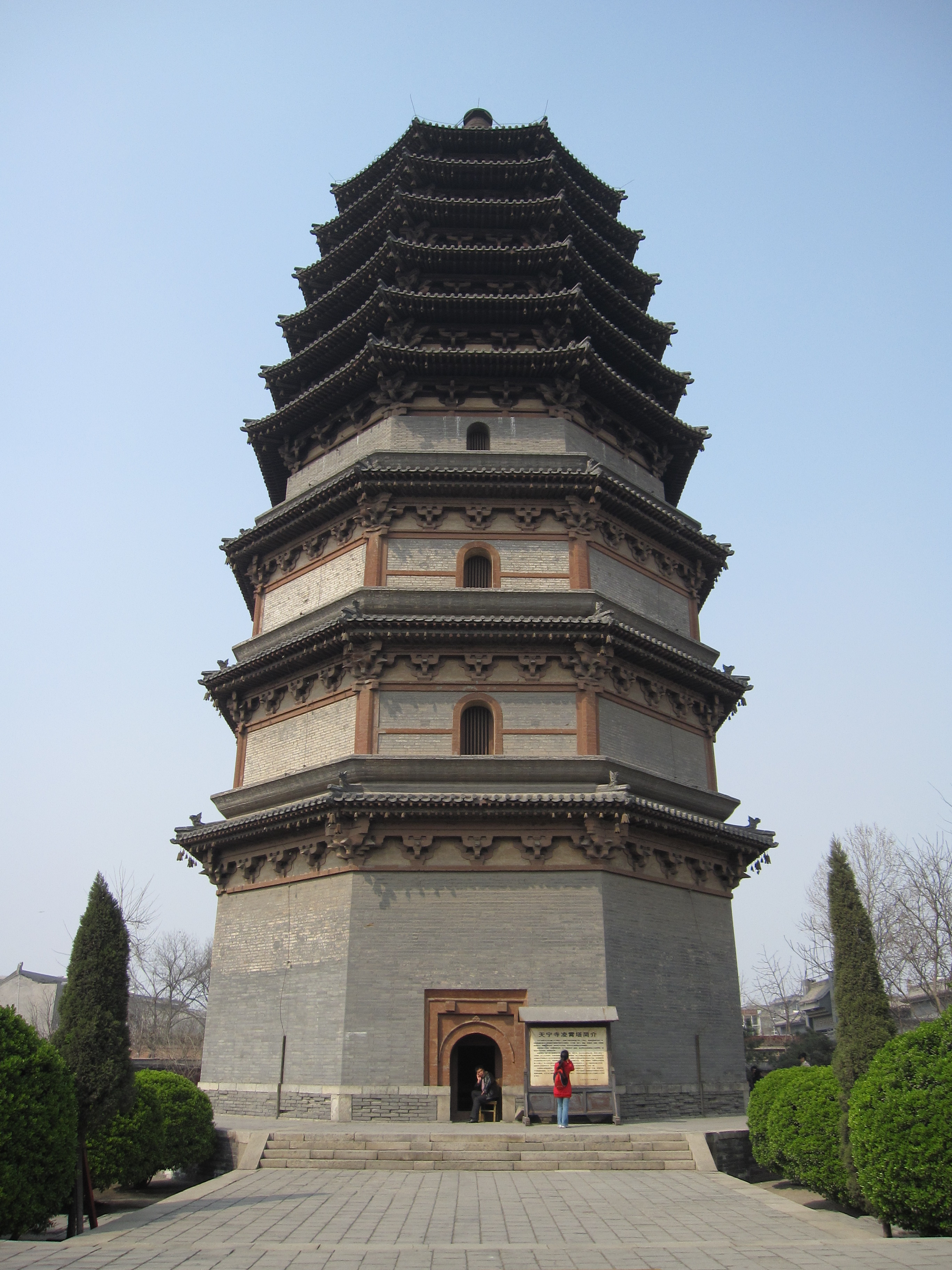
Lăng Tiêu tháp cao 42 m ở Chính Định, Hà Bắc.

Kiến trúc thời nhà Tống đạt đến tầm cao mới về độ tinh xảo. Dụ Hạo và Thẩm Quát đã viết những cuốn sách phác thảo về lĩnh vực bố cục kiến trúc, tay nghề thủ công, kỹ thuật kết cấu lần lượt vào thế kỷ thứ 10 và 11. Thẩm Quát từng lưu trữ những đoạn hội thoại bằng văn bản của Dụ Hạo mô tả về các vấn đề kỹ thuật như việc lắp đặt các thanh giằng xiên để làm thành hệ giằng chống gió trên tháp chùa. Ông cũng bảo tồn các kích thước và đơn vị đo lường cụ thể mà Dụ Hạo thiết lập cho nhiều loại công trình khác nhau. Kiến trúc sư Lý Giới (1065–1110), người xuất bản cuốn Dinh tạo pháp thức vào năm 1103, đã mở rộng đáng kể các tác phẩm của Dụ Hạo và biên soạn một bộ quy tắc xây dựng chuẩn mực được áp dụng bởi các cơ quan chính quyền và thợ thủ công trên khắp đế quốc.  Ông đề cập tới các phương pháp xây dựng, thiết kế và ứng dụng tiêu chuẩn dành cho hào và công sự, công trình đá, công trình gỗ, công trình tre, công trình gạch, kỹ thuật cưa, khoan và tiện, kỹ thuật chạm khắc gỗ, kỹ thuật lát và tráng men gạch, kỹ thuật xây tường, sơn và trang hoàng; cung cấp tỷ lệ công thức vữa phù hợp. Trong Dinh tạo pháp thức, Lý Giới đưa ra nhiều hình minh họa chi tiết, sống động về thành phần kiến trúc và mặt cắt của các tòa nhà. Những hình minh họa này tiết lộ nhiều ứng dụng khác nhau của đấu củng, dầm mút thừa, kết cấu mộng âm dương ở dầm nối và dầm ngang; trình bày sơ đồ nhiều kiểu xây dựng hội trường khác nhau theo kích thước phân loại. Ông cũng phác thảo các đơn vị và phép đo kích thước tiêu chuẩn của tất cả thành phần công trình được mô tả và minh họa trong tác phẩm của mình.

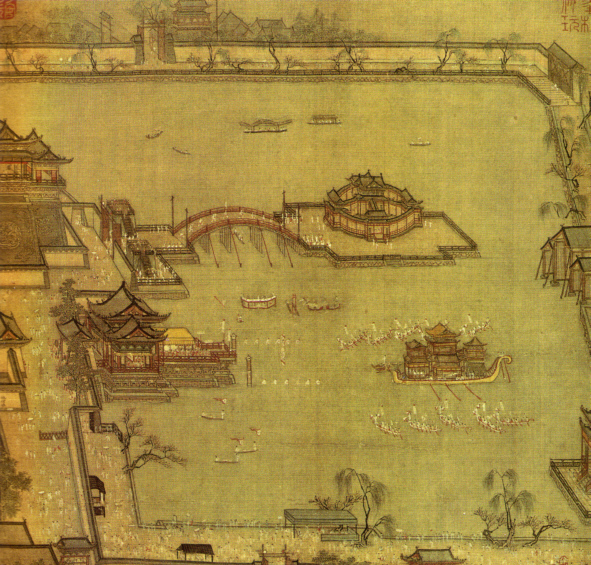
Kim Minh trì tranh tiêu đồ của Trương Trạch Đoan, khắc họa khung cảnh Khai Phong, thời Bắc Tống.

Chính quyền hỗ trợ cho nhiều dự án xây dựng quy mô lớn, chẳng hạn như những tháp chùa cao chót vót hay cầu đường bộ khổng lồ (cầu cạn hoặc cầu vòm nhiều nhịp, làm bằng gỗ hoặc đá). Vào thời nhà Tống, người ta dựng nhiều tháp chùa cao hơn mười tầng. Hai trong số những tháp chùa nổi tiếng nhất là Thiết tháp xây năm 1049 thời Bắc Tống và Lục Hòa tháp xây năm 1165 thời Nam Tống. Liệu Địch tháp xây năm 1055 ở Hà Bắc là tháp chùa cao nhất với tổng chiều cao 84 m. Rất nhiều cây cầu đủ rộng để hai làn phương tiện có thể lưu thông đồng thời, một số cây cầu dài tới 1.220 m. Chính quyền cũng tự giám sát xây dựng các công trình nhà nước như văn phòng hành chính, cung điện, công sự thành phố, đền thờ tổ tiên và đền thờ Phật giáo.
Kiến trúc sư, thợ thủ công, thợ mộc và kỹ sư kết cấu không có được địa vị như sĩ đại phu Nho giáo. Ở Trung Quốc, kiến thức kiến trúc được truyền miệng từ người này qua người khác – trong vài trường hợp là từ cha sang con trai – suốt hàng nghìn năm. Những ngôi trường đào tạo kiến trúc và kỹ thuật kết cấu được biết đến là đã tồn tại vào thời nhà Tống; từng có một trường kỹ thuật danh tiếng ở tỉnh Phúc Kiến, do kỹ sư cầu đường Thái Tương (1012–1067) làm hiệu trưởng.

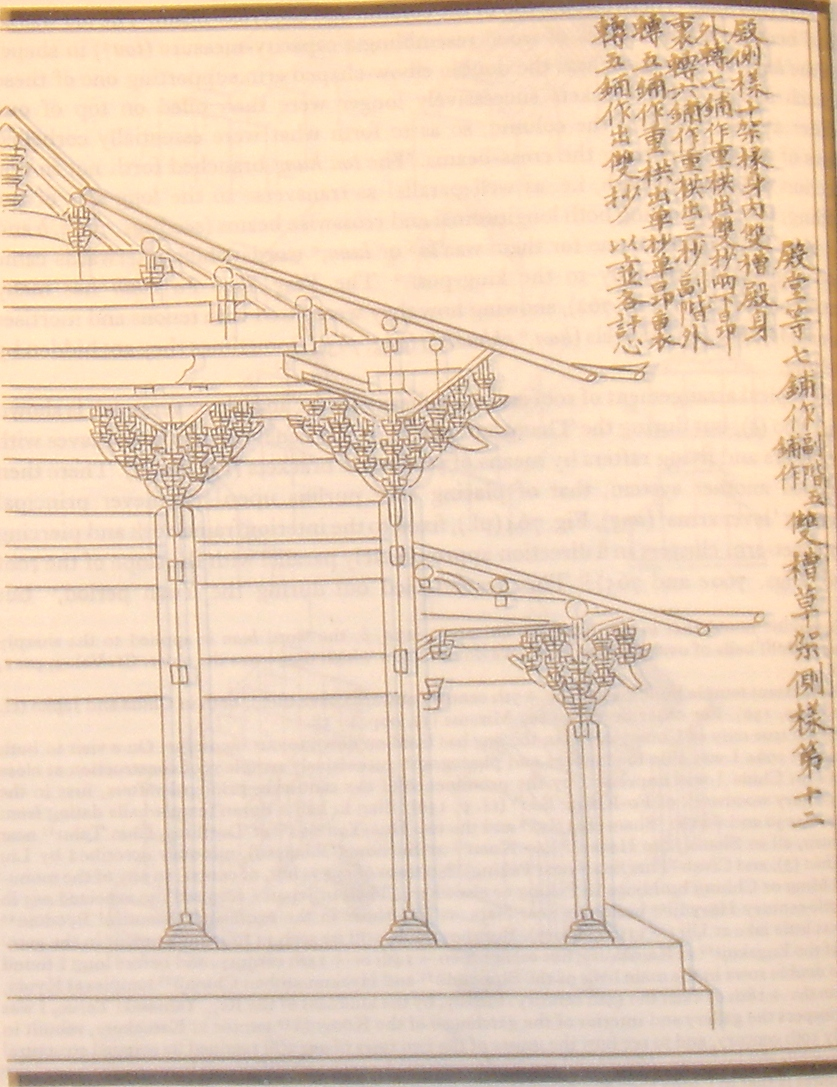
Hình minh hoạ thành phần công trình từ sách hướng dẫn xây dựng Dinh tạo pháp thức của Lý Giới, in năm 1103.

Bên cạnh các di tích và tài liệu hướng dẫn xây dựng, các tác phẩm nghệ thuật miêu tả công trình hay cảnh quan thành phố cũng hỗ trợ giới học giả hiện đại trong nỗ lực tái tạo và nhận diện sắc thái kiến trúc thời nhà Tống. Những nghệ sĩ như Lý Thành, Phạm Khoan, Quách Hy, Trương Trạch Đoan, Tống Huy Tông đã vẽ mô phỏng cận cảnh các công trình đơn lẻ cũng như toàn cảnh các thành phố lớn với những cầu vòm, điện, đình, tháp chùa và tường thành Trung Quốc đặc trưng. Nhà khoa học kiêm chính khách Thẩm Quát nổi tiếng với những lời chỉ trích dành cho thể loại nghệ thuật liên quan tới kiến trúc, cho rằng điều quan trọng hơn cả với một nghệ sĩ là chụp được cái nhìn phong cảnh tổng thể, chứ không phải tập trung vào góc cạnh nhà cửa. Thẩm Quát phê bình tranh của Lý Thành vì không tuân thủ nguyên tắc "nhìn điểm nhỏ từ góc nhìn lớn" khi khắc họa các tòa nhà.

### Khảo cổ học

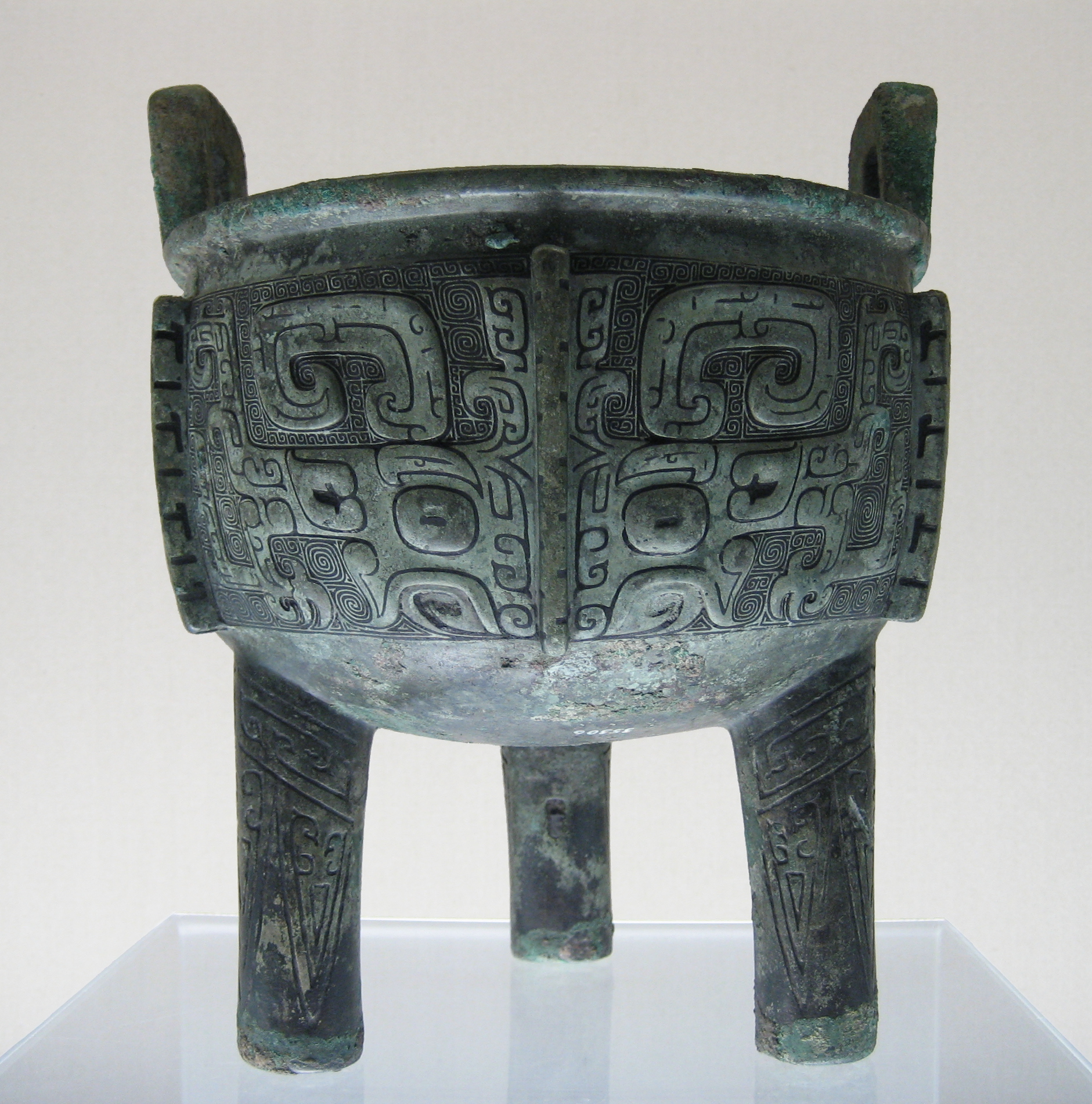
Các học giả thời nhà Tống khẳng định đã thu thập được những bảo vật có niên đại từ thời nhà Thương, chẳng hạn như chiếc đỉnh bằng đồng này.

Ngoài thú sưu tầm đồ cổ của tầng lớp thân sĩ, sĩ đại phu thời nhà Tống đặc biệt quan tâm tới việc thu thập cổ vật từ các địa điểm khảo cổ. Mục đích của họ là hồi sinh các bảo vật cổ trong nghi lễ nhà nước. Sĩ đại phu nhà Tống tuyên bố rằng họ đã tìm được những món bảo vật đồng điếu, có niên đại từ thời nhà Thương (1600–1046 TCN), mang ký tự chữ viết của triều đại này. Một số cố gắng tái tạo bảo vật đồng chỉ bằng trí tưởng tượng, mà không cần quan sát hiện vật hữu hình; cách làm việc này bị Thẩm Quát chỉ trích trong tác phẩm năm 1088 của ông. Thực tế, Thẩm Quát đã chỉ ra nhiều vấn đề trong ngành khảo cổ học đương thời. Ông phản đối ý kiến của đồng nghiệp khi họ cho rằng các bảo vật là sản phẩm được tạo ra bởi những "nhà hiền triết" trong truyền thuyết hoặc tầng lớp quý tộc cổ đại; đưa ra kết luận đúng đắn rằng đồ thủ công mỹ nghệ cổ đại thực chất là tác phẩm của nghệ nhân và thường dân thời trước. Thẩm Quát cũng không hài lòng với việc đồng nghiệp chỉ theo đuổi khảo cổ học nhằm nâng cấp nghi lễ nhà nước, vì ông không những có cách tiếp cận khảo cổ học liên ngành, mà còn nhấn mạnh việc nghiên cứu chức năng và điều tra quy trình sản xuất ban đầu của cổ vật. Thẩm Quát kết hợp văn bản cổ với mô hình hỗn thiên nghi hiện có, để tạo ra một phiên bản hỗn thiên nghi theo tiêu chuẩn cũ. Ông mô tả một số loại vũ khí cổ đại, chẳng hạn như nỏ có ống ngắm chia tỷ lệ. Trong quá trình thử nghiệm tiết nhịp âm nhạc cổ đại, Thẩm Quát đề xuất nên treo biên chung bằng một loại cán rỗng ruột.
Bất chấp sự quan tâm quá mức của thân sĩ đối với khảo cổ học hầu như chỉ đơn thuần là để phục sinh nghi lễ nhà nước, một số đồng nghiệp của Thẩm Quát có cách làm việc tương tự ông. Âu Dương Tu (1007–1072) cùng thời với Thẩm Quát, đã biên soạn một danh sách phân tích các bản chà nổi trên đá và đồng, có thể xem là ý tưởng tiên phong trong ngành kim thạch học và khảo cổ học. Trong thế kỷ 11, các sĩ đại phu nhà Tống đã khám phá ra khu miếu Vũ Lương (78–151). Họ chà nổi phù điêu và họa tiết chạm khắc trên các bức tường lăng mộ, để tiện đem đi nơi khác phân tích. Nhận xét về mức độ tin cậy của những dấu tích lịch sử ra đời nhiều năm sau sự kiện, Triệu Minh Thành khẳng định ".. chữ khắc trên đá và đồng được tạo ra cùng thời điểm với sự kiện mà chúng mô tả nên hoàn toàn đáng tin cậy và người ta có thể nhận ra ở chúng nhiều điểm khác biệt." Sử gia R.C. Rudolph nói rằng việc Triệu Minh Thành (1081–1129) và nhiều học giả nhà Tống nhấn mạnh công tác tham khảo nguồn tài liệu đương thời để xác định niên đại chính xác, tương tự như mối quan tâm của sử gia người Đức Leopold von Ranke (1795–1886). Hồng Mại (1123–1202) chỉ trích gay gắt bác cổ đồ – thứ mà ông gọi là danh mục khảo cổ "lố bịch" của triều đình – được biên soạn giữa những năm Chính Hòa và Tuyên Hòa (1111–1125) thời Tống Huy Tông. Hồng Mại thu lượm bảo vật cổ thời nhà Hán rồi đem so sánh với các mô tả được cung cấp trong bác cổ đồ và phát hiện ra nhiều điểm sai lệch tới mức ông phải "ôm bụng mà cười." Theo Hồng Mại, Thừa tướng Sái Kinh (1047–1126) là người phải chịu trách nhiệm cho những sai sót trầm trọng trên khi cấm các học giả đọc và tham khảo sử liệu cũ.

## Thế phả
|                                             |                                             |                                             |                                             |                                              |                                              |                                              |                                              |                                                   |                                                   |                                                   |                                                   |                                                   |                                                   |  |  |                                                  |                                                  |                                                  |                                                  | Bắc Tống                                         |                                                  |                                                 |                                                 |                                                   |                                                   |                                                   |                                                   |                                                   |                                                   |  |  |  |  |  |  |  |  |  |  |  |  |  |  |  |  |  |  |  |  |  |  |  |  |
|                                             |                                             |                                             |                                             |                                              |                                              |                                              |                                              |                                                   |                                                   |                                                   |                                                   |                                                   |                                                   |  |  |                                                  |                                                  |                                                  |                                                  |                                                  |                                                  |                                                 |                                                 |                                                   |                                                   |                                                   |                                                   | Nam Tống                                          |                                                   |  |  |  |  |  |  |  |  |  |  |  |  |  |  |  |  |  |  |  |  |  |  |  |  |
|                                             |                                             |                                             |                                             |                                              |                                              |                                              |                                              |                                                   |                                                   |                                                   |                                                   |                                                   |                                                   |  |  |                                                  |                                                  |                                                  |                                                  |                                                  |                                                  | nhận nuôi                                       |                                                 |                                                   |                                                   |                                                   |                                                   |                                                   |                                                   |  |  |  |  |  |  |  |  |  |  |  |  |  |  |  |  |  |  |  |  |  |  |  |  |
|                                             |                                             |                                             |                                             |                                              |                                              |                                              |                                              |                                                   |                                                   |                                                   |                                                   | Tống Tuyên Tổ Triệu Hoằng Ân 899-956              |                                                   |  |  |                                                  |                                                  |                                                  |                                                  |                                                  |                                                  |                                                 |                                                 |                                                   |                                                   |                                                   |                                                   |                                                   |                                                   |  |  |  |  |  |  |  |  |  |  |  |  |  |  |  |  |  |  |  |  |  |  |  |  |
|                                             |                                             |                                             |                                             |                                              |                                              |                                              |                                              |                                                   |                                                   |                                                   |                                                   |                                                   |                                                   |  |  |                                                  |                                                  |                                                  |                                                  |                                                  |                                                  |                                                 |                                                 |                                                   |                                                   |                                                   |                                                   |                                                   |                                                   |  |  |  |  |  |  |  |  |  |  |  |  |  |  |  |  |  |  |  |  |  |  |  |  |
|                                             |                                             |                                             |                                             |                                              |                                              |                                              |                                              |                                                   |                                                   |                                                   |                                                   |                                                   |                                                   |  |  |                                                  |                                                  |                                                  |                                                  |                                                  |                                                  |                                                 |                                                 |                                                   |                                                   |                                                   |                                                   |                                                   |                                                   |  |  |  |  |  |  |  |  |  |  |  |  |  |  |  |  |  |  |  |  |  |  |  |  |
|                                             |                                             |                                             |                                             | Bắc Tống                                     |                                              |                                              |                                              |                                                   |                                                   |                                                   |                                                   |                                                   |                                                   |  |  |                                                  |                                                  |                                                  |                                                  |                                                  |                                                  |                                                 |                                                 |                                                   |                                                   |                                                   |                                                   |                                                   |                                                   |  |  |  |  |  |  |  |  |  |  |  |  |  |  |  |  |  |  |  |  |  |  |  |  |
|                                             |                                             |                                             |                                             | (1)Tống Thái Tổ Triệu Khuông Dận 927-960-976 | (1)Tống Thái Tổ Triệu Khuông Dận 927-960-976 | (1)Tống Thái Tổ Triệu Khuông Dận 927-960-976 | (1)Tống Thái Tổ Triệu Khuông Dận 927-960-976 | (1)Tống Thái Tổ Triệu Khuông Dận 927-960-976      | (1)Tống Thái Tổ Triệu Khuông Dận 927-960-976      |                                                   |                                                   |                                                   |                                                   |  |  |                                                  |                                                  |                                                  |                                                  | (2)Tống Thái Tông Triệu Quang Nghĩa 939-976-997  | (2)Tống Thái Tông Triệu Quang Nghĩa 939-976-997  | (2)Tống Thái Tông Triệu Quang Nghĩa 939-976-997 | (2)Tống Thái Tông Triệu Quang Nghĩa 939-976-997 | (2)Tống Thái Tông Triệu Quang Nghĩa 939-976-997   | (2)Tống Thái Tông Triệu Quang Nghĩa 939-976-997   |                                                   |                                                   |                                                   |                                                   |  |  |  |  |  |  |  |  |  |  |  |  |  |  |  |  |  |  |  |  |  |  |  |  |
|                                             |                                             |                                             |                                             | (1)Tống Thái Tổ Triệu Khuông Dận 927-960-976 | (1)Tống Thái Tổ Triệu Khuông Dận 927-960-976 | (1)Tống Thái Tổ Triệu Khuông Dận 927-960-976 | (1)Tống Thái Tổ Triệu Khuông Dận 927-960-976 | (1)Tống Thái Tổ Triệu Khuông Dận 927-960-976      | (1)Tống Thái Tổ Triệu Khuông Dận 927-960-976      |                                                   |                                                   |                                                   |                                                   |  |  |                                                  |                                                  |                                                  |                                                  | (2)Tống Thái Tông Triệu Quang Nghĩa 939-976-997  | (2)Tống Thái Tông Triệu Quang Nghĩa 939-976-997  | (2)Tống Thái Tông Triệu Quang Nghĩa 939-976-997 | (2)Tống Thái Tông Triệu Quang Nghĩa 939-976-997 | (2)Tống Thái Tông Triệu Quang Nghĩa 939-976-997   | (2)Tống Thái Tông Triệu Quang Nghĩa 939-976-997   |                                                   |                                                   |                                                   |                                                   |  |  |  |  |  |  |  |  |  |  |  |  |  |  |  |  |  |  |  |  |  |  |  |  |
|                                             |                                             |                                             |                                             |                                              |                                              |                                              |                                              |                                                   |                                                   |                                                   |                                                   |                                                   |                                                   |  |  |                                                  |                                                  |                                                  |                                                  |                                                  |                                                  |                                                 |                                                 |                                                   |                                                   |                                                   |                                                   |                                                   |                                                   |  |  |  |  |  |  |  |  |  |  |  |  |  |  |  |  |  |  |  |  |  |  |  |  |
| Yên Ý vương Triệu Đức Chiêu 951-979         | Yên Ý vương Triệu Đức Chiêu 951-979         | Yên Ý vương Triệu Đức Chiêu 951-979         | Yên Ý vương Triệu Đức Chiêu 951-979         | Yên Ý vương Triệu Đức Chiêu 951-979          | Yên Ý vương Triệu Đức Chiêu 951-979          |                                              |                                              | Tần Khang Huệ vương Triệu Đức Phương 959-981      | Tần Khang Huệ vương Triệu Đức Phương 959-981      | Tần Khang Huệ vương Triệu Đức Phương 959-981      | Tần Khang Huệ vương Triệu Đức Phương 959-981      | Tần Khang Huệ vương Triệu Đức Phương 959-981      | Tần Khang Huệ vương Triệu Đức Phương 959-981      |  |  | (3)Tống Chân Tông Triệu Hằng 968-997-1022        | (3)Tống Chân Tông Triệu Hằng 968-997-1022        | (3)Tống Chân Tông Triệu Hằng 968-997-1022        | (3)Tống Chân Tông Triệu Hằng 968-997-1022        | (3)Tống Chân Tông Triệu Hằng 968-997-1022        | (3)Tống Chân Tông Triệu Hằng 968-997-1022        |                                                 |                                                 | Thương Cung Tĩnh vương Triệu Nguyên Phần 969-1005 | Thương Cung Tĩnh vương Triệu Nguyên Phần 969-1005 | Thương Cung Tĩnh vương Triệu Nguyên Phần 969-1005 | Thương Cung Tĩnh vương Triệu Nguyên Phần 969-1005 | Thương Cung Tĩnh vương Triệu Nguyên Phần 969-1005 | Thương Cung Tĩnh vương Triệu Nguyên Phần 969-1005 |  |  |  |  |  |  |  |  |  |  |  |  |  |  |  |  |  |  |  |  |  |  |  |  |
| Yên Ý vương Triệu Đức Chiêu 951-979         | Yên Ý vương Triệu Đức Chiêu 951-979         | Yên Ý vương Triệu Đức Chiêu 951-979         | Yên Ý vương Triệu Đức Chiêu 951-979         | Yên Ý vương Triệu Đức Chiêu 951-979          | Yên Ý vương Triệu Đức Chiêu 951-979          |                                              |                                              | Tần Khang Huệ vương Triệu Đức Phương 959-981      | Tần Khang Huệ vương Triệu Đức Phương 959-981      | Tần Khang Huệ vương Triệu Đức Phương 959-981      | Tần Khang Huệ vương Triệu Đức Phương 959-981      | Tần Khang Huệ vương Triệu Đức Phương 959-981      | Tần Khang Huệ vương Triệu Đức Phương 959-981      |  |  | (3)Tống Chân Tông Triệu Hằng 968-997-1022        | (3)Tống Chân Tông Triệu Hằng 968-997-1022        | (3)Tống Chân Tông Triệu Hằng 968-997-1022        | (3)Tống Chân Tông Triệu Hằng 968-997-1022        | (3)Tống Chân Tông Triệu Hằng 968-997-1022        | (3)Tống Chân Tông Triệu Hằng 968-997-1022        |                                                 |                                                 | Thương Cung Tĩnh vương Triệu Nguyên Phần 969-1005 | Thương Cung Tĩnh vương Triệu Nguyên Phần 969-1005 | Thương Cung Tĩnh vương Triệu Nguyên Phần 969-1005 | Thương Cung Tĩnh vương Triệu Nguyên Phần 969-1005 | Thương Cung Tĩnh vương Triệu Nguyên Phần 969-1005 | Thương Cung Tĩnh vương Triệu Nguyên Phần 969-1005 |  |  |  |  |  |  |  |  |  |  |  |  |  |  |  |  |  |  |  |  |  |  |  |  |
| Kí vương Triệu Duy Cát                      | Kí vương Triệu Duy Cát                      | Kí vương Triệu Duy Cát                      | Kí vương Triệu Duy Cát                      | Kí vương Triệu Duy Cát                       | Kí vương Triệu Duy Cát                       |                                              |                                              | Anh quốc công Triệu Duy Hiến 979-1016             | Anh quốc công Triệu Duy Hiến 979-1016             | Anh quốc công Triệu Duy Hiến 979-1016             | Anh quốc công Triệu Duy Hiến 979-1016             | Anh quốc công Triệu Duy Hiến 979-1016             | Anh quốc công Triệu Duy Hiến 979-1016             |  |  | (4)Tống Nhân Tông Triệu Trinh 1010-1022-1063     | (4)Tống Nhân Tông Triệu Trinh 1010-1022-1063     | (4)Tống Nhân Tông Triệu Trinh 1010-1022-1063     | (4)Tống Nhân Tông Triệu Trinh 1010-1022-1063     | (4)Tống Nhân Tông Triệu Trinh 1010-1022-1063     | (4)Tống Nhân Tông Triệu Trinh 1010-1022-1063     |                                                 |                                                 | Bộc An Ý vương Triệu Doãn Nhượng 995-1059         | Bộc An Ý vương Triệu Doãn Nhượng 995-1059         | Bộc An Ý vương Triệu Doãn Nhượng 995-1059         | Bộc An Ý vương Triệu Doãn Nhượng 995-1059         | Bộc An Ý vương Triệu Doãn Nhượng 995-1059         | Bộc An Ý vương Triệu Doãn Nhượng 995-1059         |  |  |  |  |  |  |  |  |  |  |  |  |  |  |  |  |  |  |  |  |  |  |  |  |
| Kí vương Triệu Duy Cát                      | Kí vương Triệu Duy Cát                      | Kí vương Triệu Duy Cát                      | Kí vương Triệu Duy Cát                      | Kí vương Triệu Duy Cát                       | Kí vương Triệu Duy Cát                       |                                              |                                              | Anh quốc công Triệu Duy Hiến 979-1016             | Anh quốc công Triệu Duy Hiến 979-1016             | Anh quốc công Triệu Duy Hiến 979-1016             | Anh quốc công Triệu Duy Hiến 979-1016             | Anh quốc công Triệu Duy Hiến 979-1016             | Anh quốc công Triệu Duy Hiến 979-1016             |  |  | (4)Tống Nhân Tông Triệu Trinh 1010-1022-1063     | (4)Tống Nhân Tông Triệu Trinh 1010-1022-1063     | (4)Tống Nhân Tông Triệu Trinh 1010-1022-1063     | (4)Tống Nhân Tông Triệu Trinh 1010-1022-1063     | (4)Tống Nhân Tông Triệu Trinh 1010-1022-1063     | (4)Tống Nhân Tông Triệu Trinh 1010-1022-1063     |                                                 |                                                 | Bộc An Ý vương Triệu Doãn Nhượng 995-1059         | Bộc An Ý vương Triệu Doãn Nhượng 995-1059         | Bộc An Ý vương Triệu Doãn Nhượng 995-1059         | Bộc An Ý vương Triệu Doãn Nhượng 995-1059         | Bộc An Ý vương Triệu Doãn Nhượng 995-1059         | Bộc An Ý vương Triệu Doãn Nhượng 995-1059         |  |  |  |  |  |  |  |  |  |  |  |  |  |  |  |  |  |  |  |  |  |  |  |  |
|                                             |                                             |                                             |                                             |                                              |                                              |                                              |                                              |                                                   |                                                   |                                                   |                                                   |                                                   |                                                   |  |  |                                                  |                                                  |                                                  |                                                  |                                                  |                                                  |                                                 |                                                 |                                                   |                                                   |                                                   |                                                   |                                                   |                                                   |  |  |  |  |  |  |  |  |  |  |  |  |  |  |  |  |  |  |  |  |  |  |  |  |
| Lư Giang hầu Triệu Thủ Độ                   | Lư Giang hầu Triệu Thủ Độ                   | Lư Giang hầu Triệu Thủ Độ                   | Lư Giang hầu Triệu Thủ Độ                   | Lư Giang hầu Triệu Thủ Độ                    | Lư Giang hầu Triệu Thủ Độ                    |                                              |                                              | Tân Hưng hầu Triệu Tùng Úc                        | Tân Hưng hầu Triệu Tùng Úc                        | Tân Hưng hầu Triệu Tùng Úc                        | Tân Hưng hầu Triệu Tùng Úc                        | Tân Hưng hầu Triệu Tùng Úc                        | Tân Hưng hầu Triệu Tùng Úc                        |  |  |                                                  |                                                  |                                                  |                                                  |                                                  |                                                  |                                                 |                                                 | (5)Tống Anh Tông Triệu Thự 1032-1063-1067         | (5)Tống Anh Tông Triệu Thự 1032-1063-1067         | (5)Tống Anh Tông Triệu Thự 1032-1063-1067         | (5)Tống Anh Tông Triệu Thự 1032-1063-1067         | (5)Tống Anh Tông Triệu Thự 1032-1063-1067         | (5)Tống Anh Tông Triệu Thự 1032-1063-1067         |  |  |  |  |  |  |  |  |  |  |  |  |  |  |  |  |  |  |  |  |  |  |  |  |
| Lư Giang hầu Triệu Thủ Độ                   | Lư Giang hầu Triệu Thủ Độ                   | Lư Giang hầu Triệu Thủ Độ                   | Lư Giang hầu Triệu Thủ Độ                   | Lư Giang hầu Triệu Thủ Độ                    | Lư Giang hầu Triệu Thủ Độ                    |                                              |                                              | Tân Hưng hầu Triệu Tùng Úc                        | Tân Hưng hầu Triệu Tùng Úc                        | Tân Hưng hầu Triệu Tùng Úc                        | Tân Hưng hầu Triệu Tùng Úc                        | Tân Hưng hầu Triệu Tùng Úc                        | Tân Hưng hầu Triệu Tùng Úc                        |  |  |                                                  |                                                  |                                                  |                                                  |                                                  |                                                  |                                                 |                                                 | (5)Tống Anh Tông Triệu Thự 1032-1063-1067         | (5)Tống Anh Tông Triệu Thự 1032-1063-1067         | (5)Tống Anh Tông Triệu Thự 1032-1063-1067         | (5)Tống Anh Tông Triệu Thự 1032-1063-1067         | (5)Tống Anh Tông Triệu Thự 1032-1063-1067         | (5)Tống Anh Tông Triệu Thự 1032-1063-1067         |  |  |  |  |  |  |  |  |  |  |  |  |  |  |  |  |  |  |  |  |  |  |  |  |
| Gia quốc công Triệu Thế Quát                | Gia quốc công Triệu Thế Quát                | Gia quốc công Triệu Thế Quát                | Gia quốc công Triệu Thế Quát                | Gia quốc công Triệu Thế Quát                 | Gia quốc công Triệu Thế Quát                 |                                              |                                              | Hoa Âm hầu Triệu Thế Tương                        | Hoa Âm hầu Triệu Thế Tương                        | Hoa Âm hầu Triệu Thế Tương                        | Hoa Âm hầu Triệu Thế Tương                        | Hoa Âm hầu Triệu Thế Tương                        | Hoa Âm hầu Triệu Thế Tương                        |  |  |                                                  |                                                  |                                                  |                                                  |                                                  |                                                  |                                                 |                                                 | (6)Tống Thần Tông Triệu Húc 1048-1067-1085        | (6)Tống Thần Tông Triệu Húc 1048-1067-1085        | (6)Tống Thần Tông Triệu Húc 1048-1067-1085        | (6)Tống Thần Tông Triệu Húc 1048-1067-1085        | (6)Tống Thần Tông Triệu Húc 1048-1067-1085        | (6)Tống Thần Tông Triệu Húc 1048-1067-1085        |  |  |  |  |  |  |  |  |  |  |  |  |  |  |  |  |  |  |  |  |  |  |  |  |
| Gia quốc công Triệu Thế Quát                | Gia quốc công Triệu Thế Quát                | Gia quốc công Triệu Thế Quát                | Gia quốc công Triệu Thế Quát                | Gia quốc công Triệu Thế Quát                 | Gia quốc công Triệu Thế Quát                 |                                              |                                              | Hoa Âm hầu Triệu Thế Tương                        | Hoa Âm hầu Triệu Thế Tương                        | Hoa Âm hầu Triệu Thế Tương                        | Hoa Âm hầu Triệu Thế Tương                        | Hoa Âm hầu Triệu Thế Tương                        | Hoa Âm hầu Triệu Thế Tương                        |  |  |                                                  |                                                  |                                                  |                                                  |                                                  |                                                  |                                                 |                                                 | (6)Tống Thần Tông Triệu Húc 1048-1067-1085        | (6)Tống Thần Tông Triệu Húc 1048-1067-1085        | (6)Tống Thần Tông Triệu Húc 1048-1067-1085        | (6)Tống Thần Tông Triệu Húc 1048-1067-1085        | (6)Tống Thần Tông Triệu Húc 1048-1067-1085        | (6)Tống Thần Tông Triệu Húc 1048-1067-1085        |  |  |  |  |  |  |  |  |  |  |  |  |  |  |  |  |  |  |  |  |  |  |  |  |
|                                             |                                             |                                             |                                             |                                              |                                              |                                              |                                              |                                                   |                                                   |                                                   |                                                   |                                                   |                                                   |  |  |                                                  |                                                  |                                                  |                                                  |                                                  |                                                  |                                                 |                                                 |                                                   |                                                   |                                                   |                                                   |                                                   |                                                   |  |  |  |  |  |  |  |  |  |  |  |  |  |  |  |  |  |  |  |  |  |  |  |  |
| Phòng quốc công Triệu Lệnh Giá              | Phòng quốc công Triệu Lệnh Giá              | Phòng quốc công Triệu Lệnh Giá              | Phòng quốc công Triệu Lệnh Giá              | Phòng quốc công Triệu Lệnh Giá               | Phòng quốc công Triệu Lệnh Giá               |                                              |                                              | Khánh quốc công Triệu Lệnh Thoại                  | Khánh quốc công Triệu Lệnh Thoại                  | Khánh quốc công Triệu Lệnh Thoại                  | Khánh quốc công Triệu Lệnh Thoại                  | Khánh quốc công Triệu Lệnh Thoại                  | Khánh quốc công Triệu Lệnh Thoại                  |  |  | (7)Tống Triết Tông Triệu Hú 1076-1085-1100       | (7)Tống Triết Tông Triệu Hú 1076-1085-1100       | (7)Tống Triết Tông Triệu Hú 1076-1085-1100       | (7)Tống Triết Tông Triệu Hú 1076-1085-1100       | (7)Tống Triết Tông Triệu Hú 1076-1085-1100       | (7)Tống Triết Tông Triệu Hú 1076-1085-1100       |                                                 |                                                 | (8)Tống Huy Tông Triệu Cát 1082-1100-1125-1135    | (8)Tống Huy Tông Triệu Cát 1082-1100-1125-1135    | (8)Tống Huy Tông Triệu Cát 1082-1100-1125-1135    | (8)Tống Huy Tông Triệu Cát 1082-1100-1125-1135    | (8)Tống Huy Tông Triệu Cát 1082-1100-1125-1135    | (8)Tống Huy Tông Triệu Cát 1082-1100-1125-1135    |  |  |  |  |  |  |  |  |  |  |  |  |  |  |  |  |  |  |  |  |  |  |  |  |
| Phòng quốc công Triệu Lệnh Giá              | Phòng quốc công Triệu Lệnh Giá              | Phòng quốc công Triệu Lệnh Giá              | Phòng quốc công Triệu Lệnh Giá              | Phòng quốc công Triệu Lệnh Giá               | Phòng quốc công Triệu Lệnh Giá               |                                              |                                              | Khánh quốc công Triệu Lệnh Thoại                  | Khánh quốc công Triệu Lệnh Thoại                  | Khánh quốc công Triệu Lệnh Thoại                  | Khánh quốc công Triệu Lệnh Thoại                  | Khánh quốc công Triệu Lệnh Thoại                  | Khánh quốc công Triệu Lệnh Thoại                  |  |  | (7)Tống Triết Tông Triệu Hú 1076-1085-1100       | (7)Tống Triết Tông Triệu Hú 1076-1085-1100       | (7)Tống Triết Tông Triệu Hú 1076-1085-1100       | (7)Tống Triết Tông Triệu Hú 1076-1085-1100       | (7)Tống Triết Tông Triệu Hú 1076-1085-1100       | (7)Tống Triết Tông Triệu Hú 1076-1085-1100       |                                                 |                                                 | (8)Tống Huy Tông Triệu Cát 1082-1100-1125-1135    | (8)Tống Huy Tông Triệu Cát 1082-1100-1125-1135    | (8)Tống Huy Tông Triệu Cát 1082-1100-1125-1135    | (8)Tống Huy Tông Triệu Cát 1082-1100-1125-1135    | (8)Tống Huy Tông Triệu Cát 1082-1100-1125-1135    | (8)Tống Huy Tông Triệu Cát 1082-1100-1125-1135    |  |  |  |  |  |  |  |  |  |  |  |  |  |  |  |  |  |  |  |  |  |  |  |  |
|                                             |                                             |                                             |                                             |                                              |                                              |                                              |                                              |                                                   |                                                   |                                                   |                                                   |                                                   |                                                   |  |  |                                                  |                                                  |                                                  |                                                  |                                                  |                                                  |                                                 |                                                 |                                                   |                                                   |                                                   |                                                   |                                                   |                                                   |  |  |  |  |  |  |  |  |  |  |  |  |  |  |  |  |  |  |  |  |  |  |  |  |
|                                             |                                             |                                             |                                             |                                              |                                              |                                              |                                              |                                                   |                                                   |                                                   |                                                   |                                                   |                                                   |  |  |                                                  |                                                  |                                                  |                                                  |                                                  |                                                  |                                                 |                                                 | Nam Tống                                          |                                                   |                                                   |                                                   |                                                   |                                                   |  |  |  |  |  |  |  |  |  |  |  |  |  |  |  |  |  |  |  |  |  |  |  |  |
| Ngô quốc công Triệu Tử Thích                | Ngô quốc công Triệu Tử Thích                | Ngô quốc công Triệu Tử Thích                | Ngô quốc công Triệu Tử Thích                | Ngô quốc công Triệu Tử Thích                 | Ngô quốc công Triệu Tử Thích                 |                                              |                                              | Tú An Hi vương Triệu Tử Xưng ？-1143              | Tú An Hi vương Triệu Tử Xưng ？-1143              | Tú An Hi vương Triệu Tử Xưng ？-1143              | Tú An Hi vương Triệu Tử Xưng ？-1143              | Tú An Hi vương Triệu Tử Xưng ？-1143              | Tú An Hi vương Triệu Tử Xưng ？-1143              |  |  | (9)Tống Khâm Tông Triệu Hoàn 1100-1125-1127-1156 | (9)Tống Khâm Tông Triệu Hoàn 1100-1125-1127-1156 | (9)Tống Khâm Tông Triệu Hoàn 1100-1125-1127-1156 | (9)Tống Khâm Tông Triệu Hoàn 1100-1125-1127-1156 | (9)Tống Khâm Tông Triệu Hoàn 1100-1125-1127-1156 | (9)Tống Khâm Tông Triệu Hoàn 1100-1125-1127-1156 |                                                 |                                                 | (10)Tống Cao Tông Triệu Cấu 1107-1127-1162-1187   | (10)Tống Cao Tông Triệu Cấu 1107-1127-1162-1187   | (10)Tống Cao Tông Triệu Cấu 1107-1127-1162-1187   | (10)Tống Cao Tông Triệu Cấu 1107-1127-1162-1187   | (10)Tống Cao Tông Triệu Cấu 1107-1127-1162-1187   | (10)Tống Cao Tông Triệu Cấu 1107-1127-1162-1187   |  |  |  |  |  |  |  |  |  |  |  |  |  |  |  |  |  |  |  |  |  |  |  |  |
| Ngô quốc công Triệu Tử Thích                | Ngô quốc công Triệu Tử Thích                | Ngô quốc công Triệu Tử Thích                | Ngô quốc công Triệu Tử Thích                | Ngô quốc công Triệu Tử Thích                 | Ngô quốc công Triệu Tử Thích                 |                                              |                                              | Tú An Hi vương Triệu Tử Xưng ？-1143              | Tú An Hi vương Triệu Tử Xưng ？-1143              | Tú An Hi vương Triệu Tử Xưng ？-1143              | Tú An Hi vương Triệu Tử Xưng ？-1143              | Tú An Hi vương Triệu Tử Xưng ？-1143              | Tú An Hi vương Triệu Tử Xưng ？-1143              |  |  | (9)Tống Khâm Tông Triệu Hoàn 1100-1125-1127-1156 | (9)Tống Khâm Tông Triệu Hoàn 1100-1125-1127-1156 | (9)Tống Khâm Tông Triệu Hoàn 1100-1125-1127-1156 | (9)Tống Khâm Tông Triệu Hoàn 1100-1125-1127-1156 | (9)Tống Khâm Tông Triệu Hoàn 1100-1125-1127-1156 | (9)Tống Khâm Tông Triệu Hoàn 1100-1125-1127-1156 |                                                 |                                                 | (10)Tống Cao Tông Triệu Cấu 1107-1127-1162-1187   | (10)Tống Cao Tông Triệu Cấu 1107-1127-1162-1187   | (10)Tống Cao Tông Triệu Cấu 1107-1127-1162-1187   | (10)Tống Cao Tông Triệu Cấu 1107-1127-1162-1187   | (10)Tống Cao Tông Triệu Cấu 1107-1127-1162-1187   | (10)Tống Cao Tông Triệu Cấu 1107-1127-1162-1187   |  |  |  |  |  |  |  |  |  |  |  |  |  |  |  |  |  |  |  |  |  |  |  |  |
|                                             |                                             |                                             |                                             |                                              |                                              |                                              |                                              |                                                   |                                                   |                                                   |                                                   |                                                   |                                                   |  |  |                                                  |                                                  |                                                  |                                                  |                                                  |                                                  |                                                 |                                                 |                                                   |                                                   |                                                   |                                                   |                                                   |                                                   |  |  |  |  |  |  |  |  |  |  |  |  |  |  |  |  |  |  |  |  |  |  |  |  |
| Ích quốc công Triệu Bá Ngộ                  | Ích quốc công Triệu Bá Ngộ                  | Ích quốc công Triệu Bá Ngộ                  | Ích quốc công Triệu Bá Ngộ                  | Ích quốc công Triệu Bá Ngộ                   | Ích quốc công Triệu Bá Ngộ                   |                                              |                                              | (11)Tống Hiếu Tông Triệu Thận 1127-1162-1189-1194 | (11)Tống Hiếu Tông Triệu Thận 1127-1162-1189-1194 | (11)Tống Hiếu Tông Triệu Thận 1127-1162-1189-1194 | (11)Tống Hiếu Tông Triệu Thận 1127-1162-1189-1194 | (11)Tống Hiếu Tông Triệu Thận 1127-1162-1189-1194 | (11)Tống Hiếu Tông Triệu Thận 1127-1162-1189-1194 |  |  |                                                  |                                                  |                                                  |                                                  |                                                  |                                                  |                                                 |                                                 |                                                   |                                                   |                                                   |                                                   |                                                   |                                                   |  |  |  |  |  |  |  |  |  |  |  |  |  |  |  |  |  |  |  |  |  |  |  |  |
| Ích quốc công Triệu Bá Ngộ                  | Ích quốc công Triệu Bá Ngộ                  | Ích quốc công Triệu Bá Ngộ                  | Ích quốc công Triệu Bá Ngộ                  | Ích quốc công Triệu Bá Ngộ                   | Ích quốc công Triệu Bá Ngộ                   |                                              |                                              | (11)Tống Hiếu Tông Triệu Thận 1127-1162-1189-1194 | (11)Tống Hiếu Tông Triệu Thận 1127-1162-1189-1194 | (11)Tống Hiếu Tông Triệu Thận 1127-1162-1189-1194 | (11)Tống Hiếu Tông Triệu Thận 1127-1162-1189-1194 | (11)Tống Hiếu Tông Triệu Thận 1127-1162-1189-1194 | (11)Tống Hiếu Tông Triệu Thận 1127-1162-1189-1194 |  |  |                                                  |                                                  |                                                  |                                                  |                                                  |                                                  |                                                 |                                                 |                                                   |                                                   |                                                   |                                                   |                                                   |                                                   |  |  |  |  |  |  |  |  |  |  |  |  |  |  |  |  |  |  |  |  |  |  |  |  |
| Triệu quốc công Triệu Sư Ý                  | Triệu quốc công Triệu Sư Ý                  | Triệu quốc công Triệu Sư Ý                  | Triệu quốc công Triệu Sư Ý                  | Triệu quốc công Triệu Sư Ý                   | Triệu quốc công Triệu Sư Ý                   |                                              |                                              | (12)Tống Quang Tông Triệu Đôn 1147-1189-1194-1200 | (12)Tống Quang Tông Triệu Đôn 1147-1189-1194-1200 | (12)Tống Quang Tông Triệu Đôn 1147-1189-1194-1200 | (12)Tống Quang Tông Triệu Đôn 1147-1189-1194-1200 | (12)Tống Quang Tông Triệu Đôn 1147-1189-1194-1200 | (12)Tống Quang Tông Triệu Đôn 1147-1189-1194-1200 |  |  |                                                  |                                                  |                                                  |                                                  |                                                  |                                                  |                                                 |                                                 |                                                   |                                                   |                                                   |                                                   |                                                   |                                                   |  |  |  |  |  |  |  |  |  |  |  |  |  |  |  |  |  |  |  |  |  |  |  |  |
| Triệu quốc công Triệu Sư Ý                  | Triệu quốc công Triệu Sư Ý                  | Triệu quốc công Triệu Sư Ý                  | Triệu quốc công Triệu Sư Ý                  | Triệu quốc công Triệu Sư Ý                   | Triệu quốc công Triệu Sư Ý                   |                                              |                                              | (12)Tống Quang Tông Triệu Đôn 1147-1189-1194-1200 | (12)Tống Quang Tông Triệu Đôn 1147-1189-1194-1200 | (12)Tống Quang Tông Triệu Đôn 1147-1189-1194-1200 | (12)Tống Quang Tông Triệu Đôn 1147-1189-1194-1200 | (12)Tống Quang Tông Triệu Đôn 1147-1189-1194-1200 | (12)Tống Quang Tông Triệu Đôn 1147-1189-1194-1200 |  |  |                                                  |                                                  |                                                  |                                                  |                                                  |                                                  |                                                 |                                                 |                                                   |                                                   |                                                   |                                                   |                                                   |                                                   |  |  |  |  |  |  |  |  |  |  |  |  |  |  |  |  |  |  |  |  |  |  |  |  |
| Vinh vương Triệu Hi Lô                      | Vinh vương Triệu Hi Lô                      | Vinh vương Triệu Hi Lô                      | Vinh vương Triệu Hi Lô                      | Vinh vương Triệu Hi Lô                       | Vinh vương Triệu Hi Lô                       |                                              |                                              | (13)Tống Ninh Tông Triệu Khoách 1168-1194-1224    | (13)Tống Ninh Tông Triệu Khoách 1168-1194-1224    | (13)Tống Ninh Tông Triệu Khoách 1168-1194-1224    | (13)Tống Ninh Tông Triệu Khoách 1168-1194-1224    | (13)Tống Ninh Tông Triệu Khoách 1168-1194-1224    | (13)Tống Ninh Tông Triệu Khoách 1168-1194-1224    |  |  |                                                  |                                                  |                                                  |                                                  |                                                  |                                                  |                                                 |                                                 |                                                   |                                                   |                                                   |                                                   |                                                   |                                                   |  |  |  |  |  |  |  |  |  |  |  |  |  |  |  |  |  |  |  |  |  |  |  |  |
| Vinh vương Triệu Hi Lô                      | Vinh vương Triệu Hi Lô                      | Vinh vương Triệu Hi Lô                      | Vinh vương Triệu Hi Lô                      | Vinh vương Triệu Hi Lô                       | Vinh vương Triệu Hi Lô                       |                                              |                                              | (13)Tống Ninh Tông Triệu Khoách 1168-1194-1224    | (13)Tống Ninh Tông Triệu Khoách 1168-1194-1224    | (13)Tống Ninh Tông Triệu Khoách 1168-1194-1224    | (13)Tống Ninh Tông Triệu Khoách 1168-1194-1224    | (13)Tống Ninh Tông Triệu Khoách 1168-1194-1224    | (13)Tống Ninh Tông Triệu Khoách 1168-1194-1224    |  |  |                                                  |                                                  |                                                  |                                                  |                                                  |                                                  |                                                 |                                                 |                                                   |                                                   |                                                   |                                                   |                                                   |                                                   |  |  |  |  |  |  |  |  |  |  |  |  |  |  |  |  |  |  |  |  |  |  |  |  |
|                                             |                                             |                                             |                                             |                                              |                                              |                                              |                                              |                                                   |                                                   |                                                   |                                                   |                                                   |                                                   |  |  |                                                  |                                                  |                                                  |                                                  |                                                  |                                                  |                                                 |                                                 |                                                   |                                                   |                                                   |                                                   |                                                   |                                                   |  |  |  |  |  |  |  |  |  |  |  |  |  |  |  |  |  |  |  |  |  |  |  |  |
|                                             |                                             |                                             |                                             |                                              |                                              |                                              |                                              |                                                   |                                                   |                                                   |                                                   |                                                   |                                                   |  |  |                                                  |                                                  |                                                  |                                                  |                                                  |                                                  |                                                 |                                                 |                                                   |                                                   |                                                   |                                                   |                                                   |                                                   |  |  |  |  |  |  |  |  |  |  |  |  |  |  |  |  |  |  |  |  |  |  |  |  |
|                                             |                                             |                                             |                                             |                                              |                                              |                                              |                                              |                                                   |                                                   |                                                   |                                                   |                                                   |                                                   |  |  |                                                  |                                                  |                                                  |                                                  |                                                  |                                                  |                                                 |                                                 |                                                   |                                                   |                                                   |                                                   |                                                   |                                                   |  |  |  |  |  |  |  |  |  |  |  |  |  |  |  |  |  |  |  |  |  |  |  |  |
| (14)Tống Lý Tông Triệu Quân 1205-1224-1264  | (14)Tống Lý Tông Triệu Quân 1205-1224-1264  | (14)Tống Lý Tông Triệu Quân 1205-1224-1264  | (14)Tống Lý Tông Triệu Quân 1205-1224-1264  | (14)Tống Lý Tông Triệu Quân 1205-1224-1264   | (14)Tống Lý Tông Triệu Quân 1205-1224-1264   |                                              |                                              | Vinh vương Triệu Dữ Nhuế 1207-1287                | Vinh vương Triệu Dữ Nhuế 1207-1287                | Vinh vương Triệu Dữ Nhuế 1207-1287                | Vinh vương Triệu Dữ Nhuế 1207-1287                | Vinh vương Triệu Dữ Nhuế 1207-1287                | Vinh vương Triệu Dữ Nhuế 1207-1287                |  |  |                                                  |                                                  |                                                  |                                                  |                                                  |                                                  |                                                 |                                                 |                                                   |                                                   |                                                   |                                                   |                                                   |                                                   |  |  |  |  |  |  |  |  |  |  |  |  |  |  |  |  |  |  |  |  |  |  |  |  |
| (14)Tống Lý Tông Triệu Quân 1205-1224-1264  | (14)Tống Lý Tông Triệu Quân 1205-1224-1264  | (14)Tống Lý Tông Triệu Quân 1205-1224-1264  | (14)Tống Lý Tông Triệu Quân 1205-1224-1264  | (14)Tống Lý Tông Triệu Quân 1205-1224-1264   | (14)Tống Lý Tông Triệu Quân 1205-1224-1264   |                                              |                                              | Vinh vương Triệu Dữ Nhuế 1207-1287                | Vinh vương Triệu Dữ Nhuế 1207-1287                | Vinh vương Triệu Dữ Nhuế 1207-1287                | Vinh vương Triệu Dữ Nhuế 1207-1287                | Vinh vương Triệu Dữ Nhuế 1207-1287                | Vinh vương Triệu Dữ Nhuế 1207-1287                |  |  |                                                  |                                                  |                                                  |                                                  |                                                  |                                                  |                                                 |                                                 |                                                   |                                                   |                                                   |                                                   |                                                   |                                                   |  |  |  |  |  |  |  |  |  |  |  |  |  |  |  |  |  |  |  |  |  |  |  |  |
|                                             |                                             |                                             |                                             |                                              |                                              |                                              |                                              |                                                   |                                                   |                                                   |                                                   |                                                   |                                                   |  |  |                                                  |                                                  |                                                  |                                                  |                                                  |                                                  |                                                 |                                                 |                                                   |                                                   |                                                   |                                                   |                                                   |                                                   |  |  |  |  |  |  |  |  |  |  |  |  |  |  |  |  |  |  |  |  |  |  |  |  |
|                                             |                                             |                                             |                                             |                                              |                                              |                                              |                                              | (15)Tống Độ Tông Triệu Kỳ 1240-1264-1274          |                                                   |                                                   |                                                   |                                                   |                                                   |  |  |                                                  |                                                  |                                                  |                                                  |                                                  |                                                  |                                                 |                                                 |                                                   |                                                   |                                                   |                                                   |                                                   |                                                   |  |  |  |  |  |  |  |  |  |  |  |  |  |  |  |  |  |  |  |  |  |  |  |  |
|                                             |                                             |                                             |                                             |                                              |                                              |                                              |                                              |                                                   |                                                   |                                                   |                                                   |                                                   |                                                   |  |  |                                                  |                                                  |                                                  |                                                  |                                                  |                                                  |                                                 |                                                 |                                                   |                                                   |                                                   |                                                   |                                                   |                                                   |  |  |  |  |  |  |  |  |  |  |  |  |  |  |  |  |  |  |  |  |  |  |  |  |
|                                             |                                             |                                             |                                             |                                              |                                              |                                              |                                              |                                                   |                                                   |                                                   |                                                   |                                                   |                                                   |  |  |                                                  |                                                  |                                                  |                                                  |                                                  |                                                  |                                                 |                                                 |                                                   |                                                   |                                                   |                                                   |                                                   |                                                   |  |  |  |  |  |  |  |  |  |  |  |  |  |  |  |  |  |  |  |  |  |  |  |  |
| (17)Tống Đoan Tông Triệu Thị 1268-1276-1278 | (17)Tống Đoan Tông Triệu Thị 1268-1276-1278 | (17)Tống Đoan Tông Triệu Thị 1268-1276-1278 | (17)Tống Đoan Tông Triệu Thị 1268-1276-1278 | (17)Tống Đoan Tông Triệu Thị 1268-1276-1278  | (17)Tống Đoan Tông Triệu Thị 1268-1276-1278  |                                              |                                              | (16)Tống Cung Tông Triệu Hiển 1271-1274-1276-1323 | (16)Tống Cung Tông Triệu Hiển 1271-1274-1276-1323 | (16)Tống Cung Tông Triệu Hiển 1271-1274-1276-1323 | (16)Tống Cung Tông Triệu Hiển 1271-1274-1276-1323 | (16)Tống Cung Tông Triệu Hiển 1271-1274-1276-1323 | (16)Tống Cung Tông Triệu Hiển 1271-1274-1276-1323 |  |  | (18)Tống Thiếu Đế Triệu Bính 1271-1278-1279      | (18)Tống Thiếu Đế Triệu Bính 1271-1278-1279      | (18)Tống Thiếu Đế Triệu Bính 1271-1278-1279      | (18)Tống Thiếu Đế Triệu Bính 1271-1278-1279      | (18)Tống Thiếu Đế Triệu Bính 1271-1278-1279      | (18)Tống Thiếu Đế Triệu Bính 1271-1278-1279      |                                                 |                                                 |                                                   |                                                   |                                                   |                                                   |                                                   |                                                   |  |  |  |  |  |  |  |  |  |  |  |  |  |  |  |  |  |  |  |  |  |  |  |  |